# Bastille (métro de Paris)
Pour les articles homonymes, voir Bastille (homonymie).
Bastille est une station des lignes 1, 5 et 8 du métro de Paris, située en limite des 4e, 11e et  12e arrondissements de Paris.

## Situation
La station est implantée sous la place de la Bastille, les quais étant établis :
- sur la ligne 1, au sud de la place, en extérieur au-dessus du canal Saint-Martin (entre les stations Saint-Paul et Gare de Lyon) ;
- sur la ligne 5, à l'ouest de la place entre le boulevard Richard-Lenoir et le boulevard Bourdon (entre les stations Bréguet - Sabin et Quai de la Rapée sans compter la station fantôme Arsenal) ;
- sur la ligne 8, nord de la place entre le boulevard Beaumarchais et la rue du Faubourg-Saint-Antoine (entre les stations Chemin Vert et Ledru-Rollin).

## Histoire
La station est ouverte le 19 juillet 1900 avec la mise en service du premier tronçon de la ligne 1 entre Porte de Vincennes et Porte Maillot. Elle est établie au-dessus du canal Saint-Martin afin d'éviter les fondations de la colonne de Juillet. Un couloir permet alors la correspondance avec la gare de Paris-Bastille.

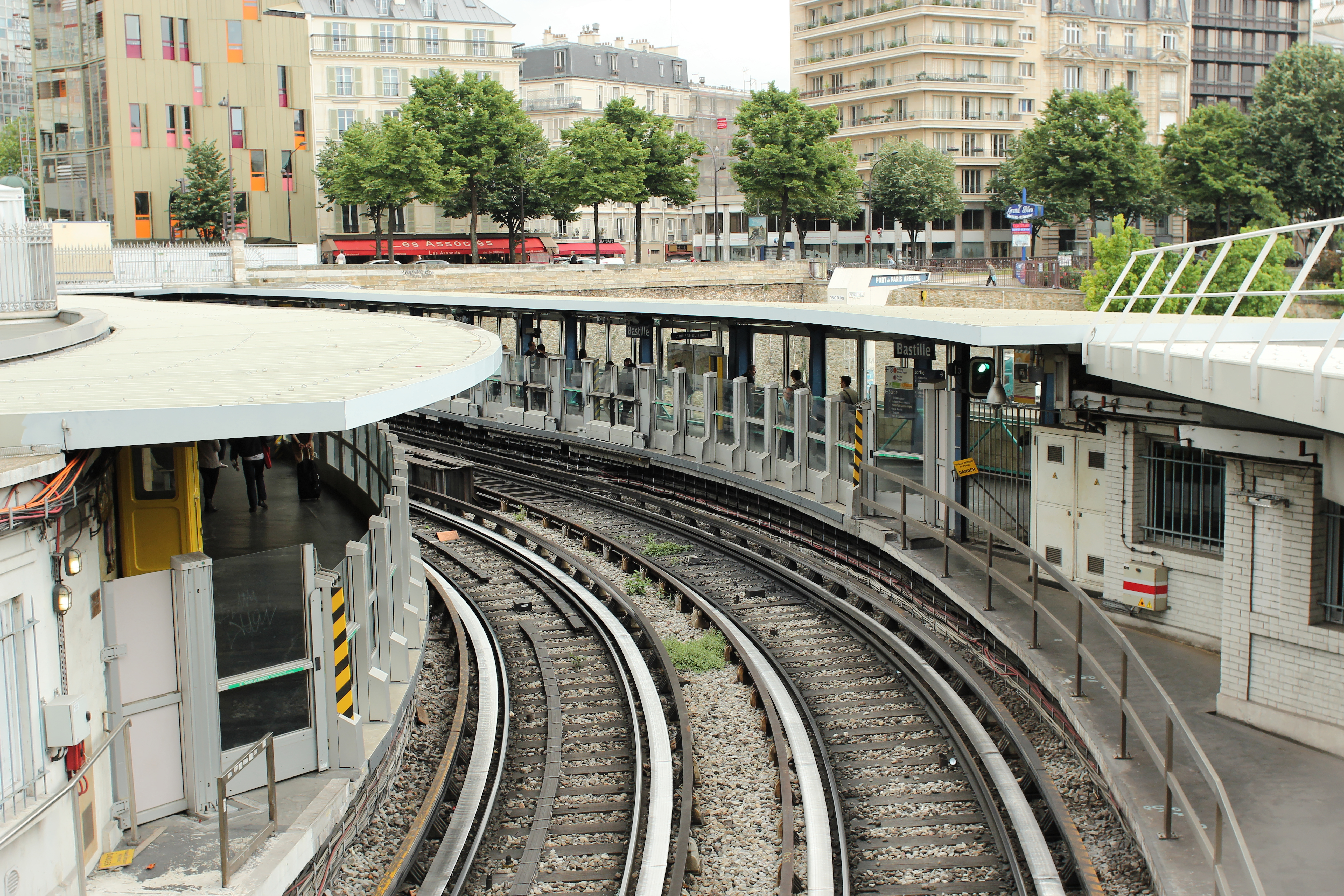
La station aérienne Bastille est l'une des rares parties aériennes de la ligne 1.

Elle tire sa dénomination de la place de la Bastille qu'elle dessert, lieu symbolique de la Révolution française, où l'ancienne forteresse de la Bastille fut détruite entre le 14 juillet 1789 et le 14 juillet 1790.
La station avait à ses débuts la particularité d'avoir deux plateformes au lieu de quais ordinaires, du fait de son emplacement en viaduc. Ces plateformes, insalubres, ont été recouvertes par des quais ordinaires dans les années suivantes. Dès 1905, une extension est réalisée dans le tunnel côté est afin d'arrêter les trains dans un alignement droit et ainsi limiter l'usage des roues dans la courbe.
Le 17 décembre 1906, la station de la ligne 5 est ouverte. Elle a la particularité d'avoir des fondations d'un des murs de contrescarpe de l'ancienne prison de la Bastille, découverts lors de la construction de la ligne en 1905.
Le 5 mai 1931, c'est au tour de la station de la ligne 8 d'ouvrir.
Dans les années 1960, les quais de la ligne 1 sont entièrement rénovés. L'édicule d'Hector Guimard enjambant les voies est détruit et le tablier est rénové. Pour accueillir des trains de six voitures, une extension est réalisée côté est. En raison de la complexité du site, la nouvelle partie du quai doit être construite en courbe et en pente sous un tablier en béton, directement sous la chaussée. Les murs sont recouverts d'un carrossage métallique assez particulier se rapprochant des premiers prototypes qu'il y avait à Franklin D. Roosevelt avec des vitrines en gemmail, complétées par des banquettes rouges directement attachées au carrossage.
Puis dans les années 1970, les quais de la ligne 5 ont été rénovés dans le style « Mouton-Duvernet » avec des piédroits recouverts de carreaux de céramique en deux tons d'orangé, une voûte peinte en blanc et des bandeaux d'éclairage caractéristiques de ce type d'aménagement. Ils furent équipés de banquettes orange directement attachées aux piédroits. Tandis que les quais de la ligne 8 ont été rénovés en style « Andreu-Motte » orange.
Au milieu des années 1980, les quais de la ligne 1 sont décarrossés et ils ont pris la disposition actuelle. Quelques années plus tard, en mai 1989, des fresques en céramique invoquant la Révolution française recouvrent alors les piédroits et les tympans.
À la fin des années 1990, des sièges « Motte » de couleur orange remplacent les anciennes banquettes orange sur les quais de la ligne 5.
Dans le cadre du programme « renouveau du métro » des années 2000, mise en œuvre par la RATP, la décoration « Mouton » sur les quais de la ligne 5 est entièrement déposée à l'occasion de la rénovation de la station en style « Gaudin ». À cette occasion, un panneau rouge avec différentes vues sur l'ancienne forteresse et des lignes représentant les anciennes limites de la Bastille ont été mis en place sur les quais.
Les quais de la ligne 1 ont été rehaussés dans le cadre de son automatisation intégrale. Ils sont les derniers à être munis de portes palières, en avril 2011, du fait de la difficulté technique que constituait la courbe prononcée à leur extrémité occidentale.
En 2020, dans le cadre du réaménagement de la place de la Bastille, le canal Saint-Martin retrouve la lumière du jour côté nord par la suppression de la couverture métallique réalisée en 1899 lors de la construction du métro. Pour la première fois, le viaduc enjambant le canal est donc visible de part et d'autre de la station.

### Fréquentation
Nombre de voyageurs entrés à cette  station :
| Année                      | 2013       | 2014       | 2015       | 2016       | 2017       | 2018       | 2019       | 2020      | 2021      |
| -------------------------- | ---------- | ---------- | ---------- | ---------- | ---------- | ---------- | ---------- | --------- | --------- |
| Nombre de voyageurs par an | 13 706 765 | 13 590 937 | 13 438 906 | 13 225 099 | 13 239 442 | 13 172 392 | 13 151 192 | 6 084 635 | 8 069 243 |
| Rang                       | 11e        | 10e        | 10e        | 11e        | 10e        | 10e        | 10e        | 10e       | 11e       |
| Nombre de stations         | 302        | 302        | 302        | 302        | 302        | 302        | 302        | 304       | 304       |

## Services aux voyageurs

### Accès
La station dispose de neuf accès :
- Accès no 1 « rue de la Roquette », orné d'un mât Dervaux ;
- Accès no 2 « rue du Faubourg Saint-Antoine - Hôpital des Quinze Vingts » ;
- Accès no 3 « Opéra Bastille » ;
- Accès no 4 « rue de Lyon - Port de l'Arsenal » ;
- Accès no 5 « boulevard Bourdon » ;
- Accès no 6 « boulevard Henri IV » orné d'un Totem Inox; ;
- Accès no 7 « place de la Bastille » ;
- Accès no 8 « boulevard Beaumarchais » ;
- Accès no 9 « boulevard Richard Lenoir ».

La station possédait jadis un édicule sous forme de « pavillon chinois » comme entrée principale au milieu de la place de la Bastille. Très dégradé, celui-ci a été détruit en mai-juin 1962. L'accès débouchant sur la rue de Lyon était orné d'un édicule Guimard inscrit au titre des monuments historiques par l'arrêté du 29 mai 1978. Toutefois, celui-ci fut par la suite déplacé sur une bouche de métro du boulevard Beaumarchais.

Accès à la station
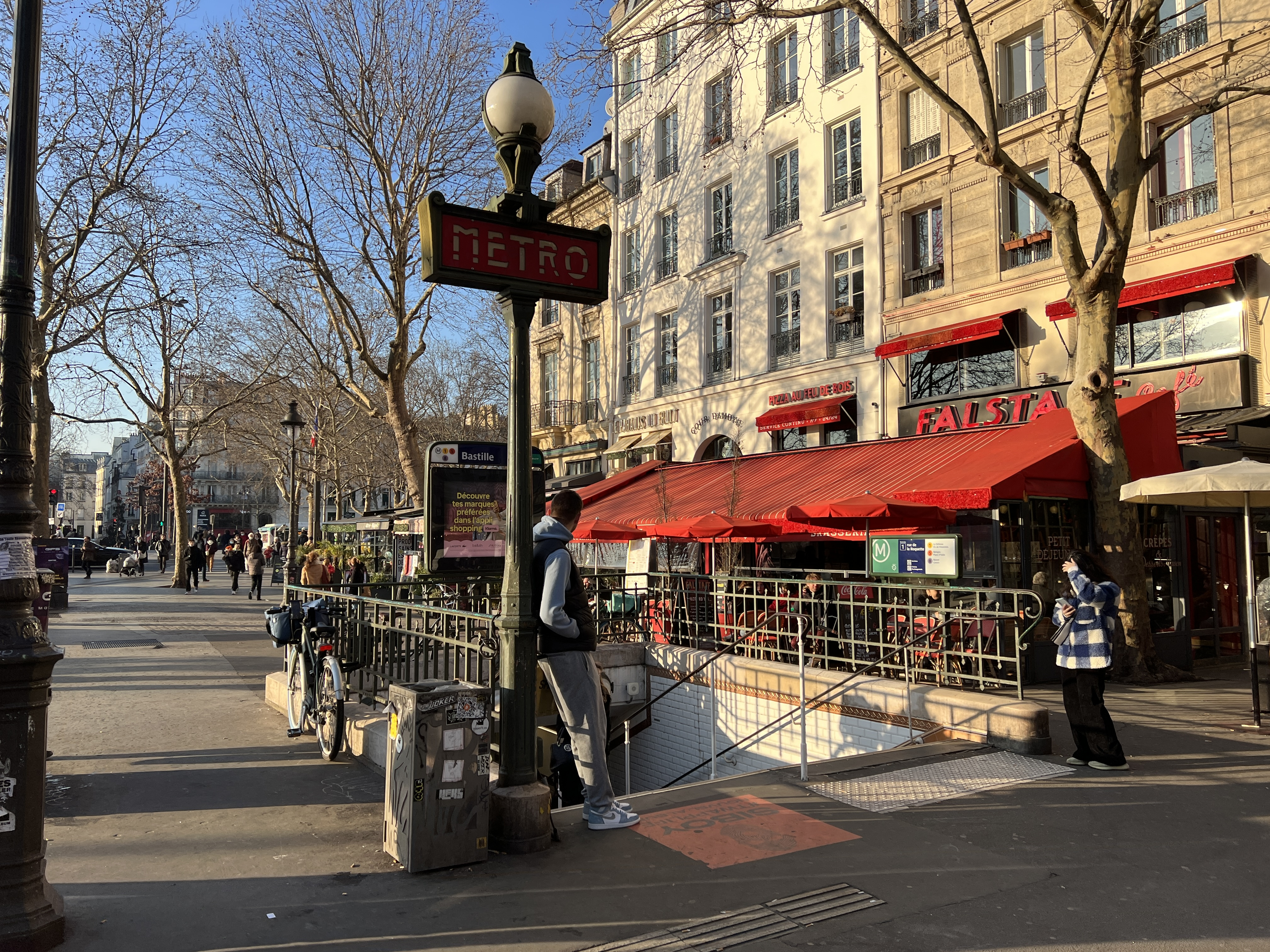
L'accès no 1 « Rue de la Roquette ».
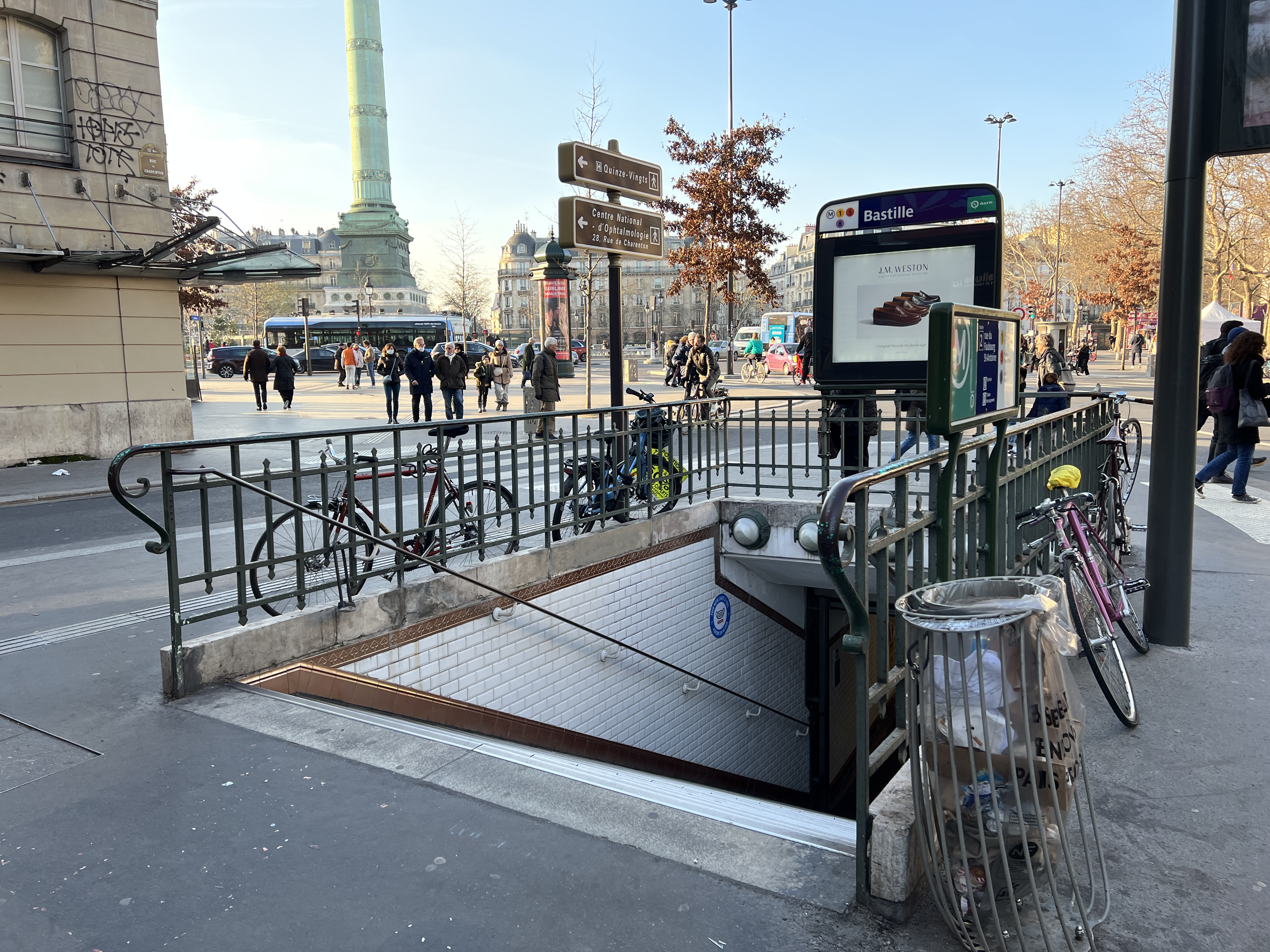
L'accès no 2 « Rue du Faubourg Saint-Antoine ».
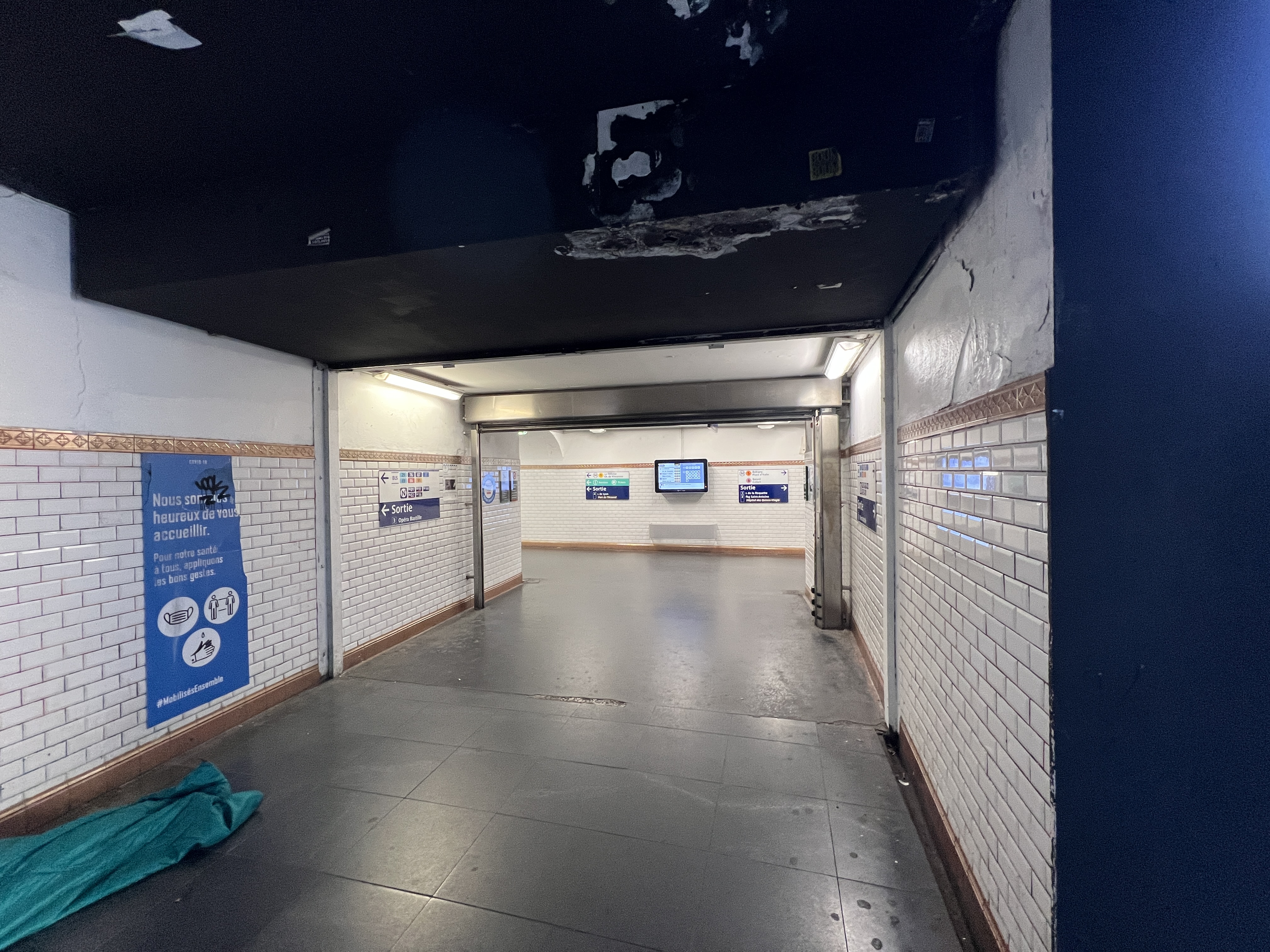
L'accès no 3 « Opéra Bastille ».
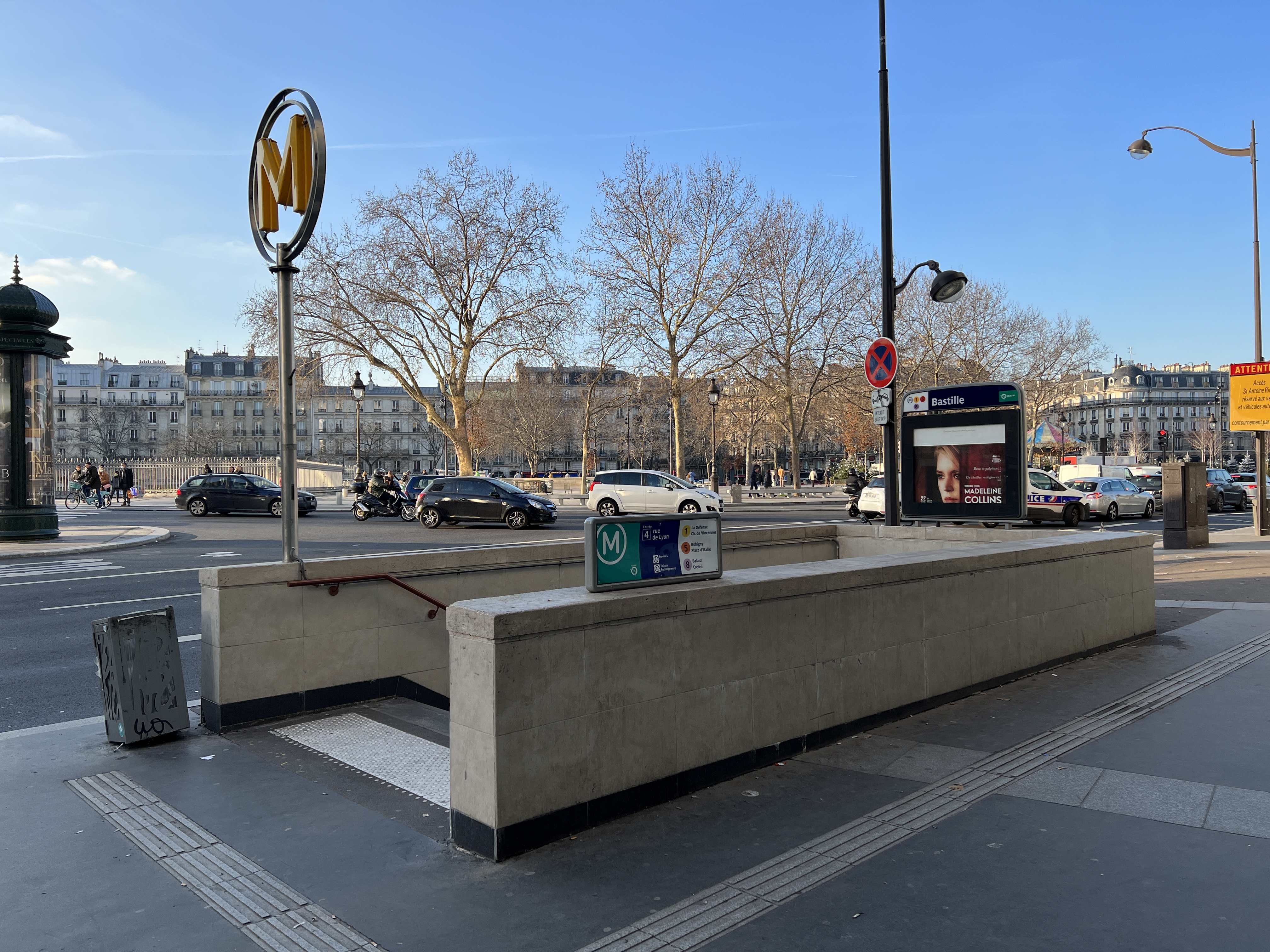
L'accès no 4 « Rue de Lyon ».
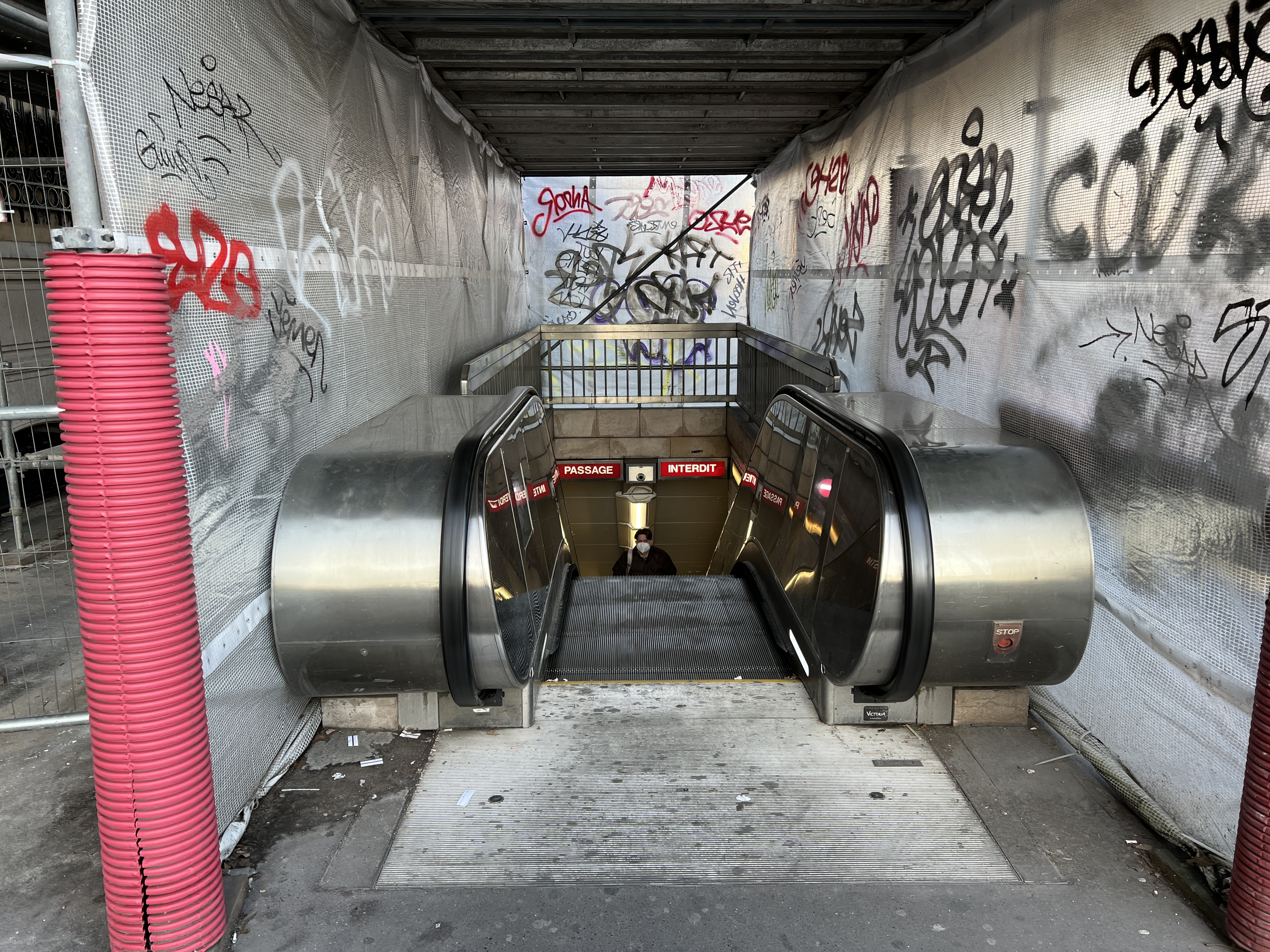
L'accès no 5 « Boulevard Bourdon ».
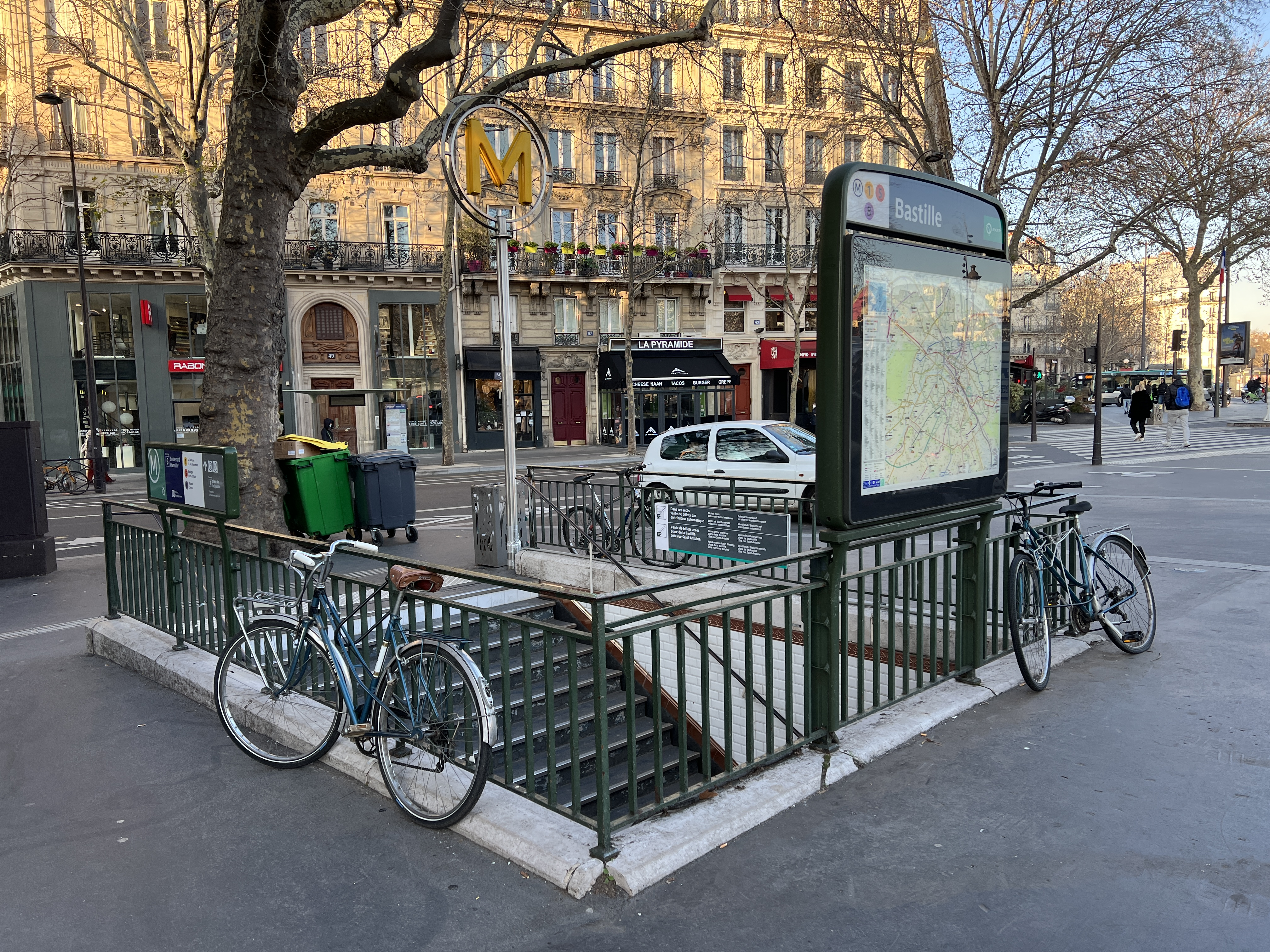
L'accès no 6 « Boulevard Henri IV ».
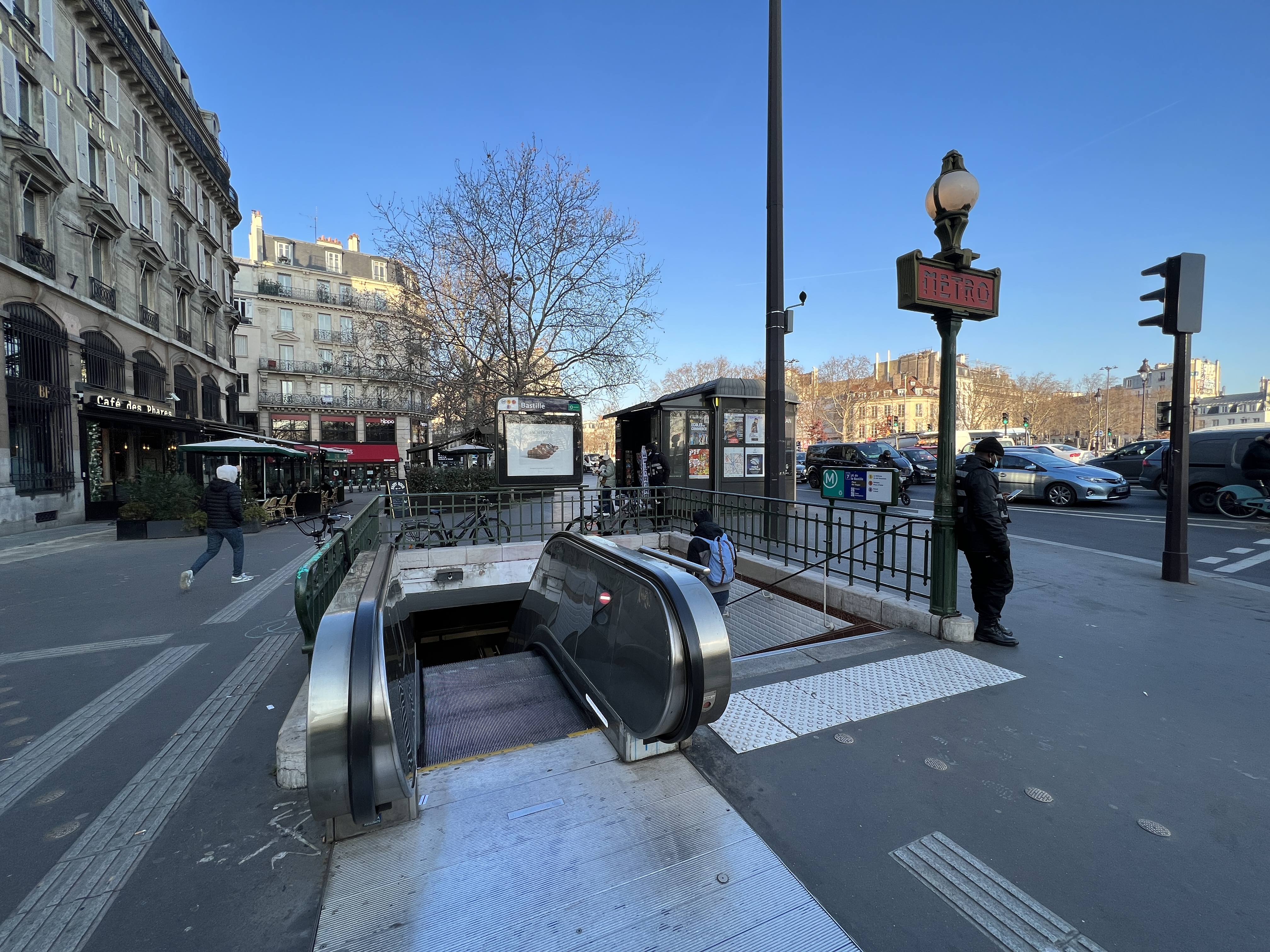
L'accès no 7 « Place de la Bastille ».
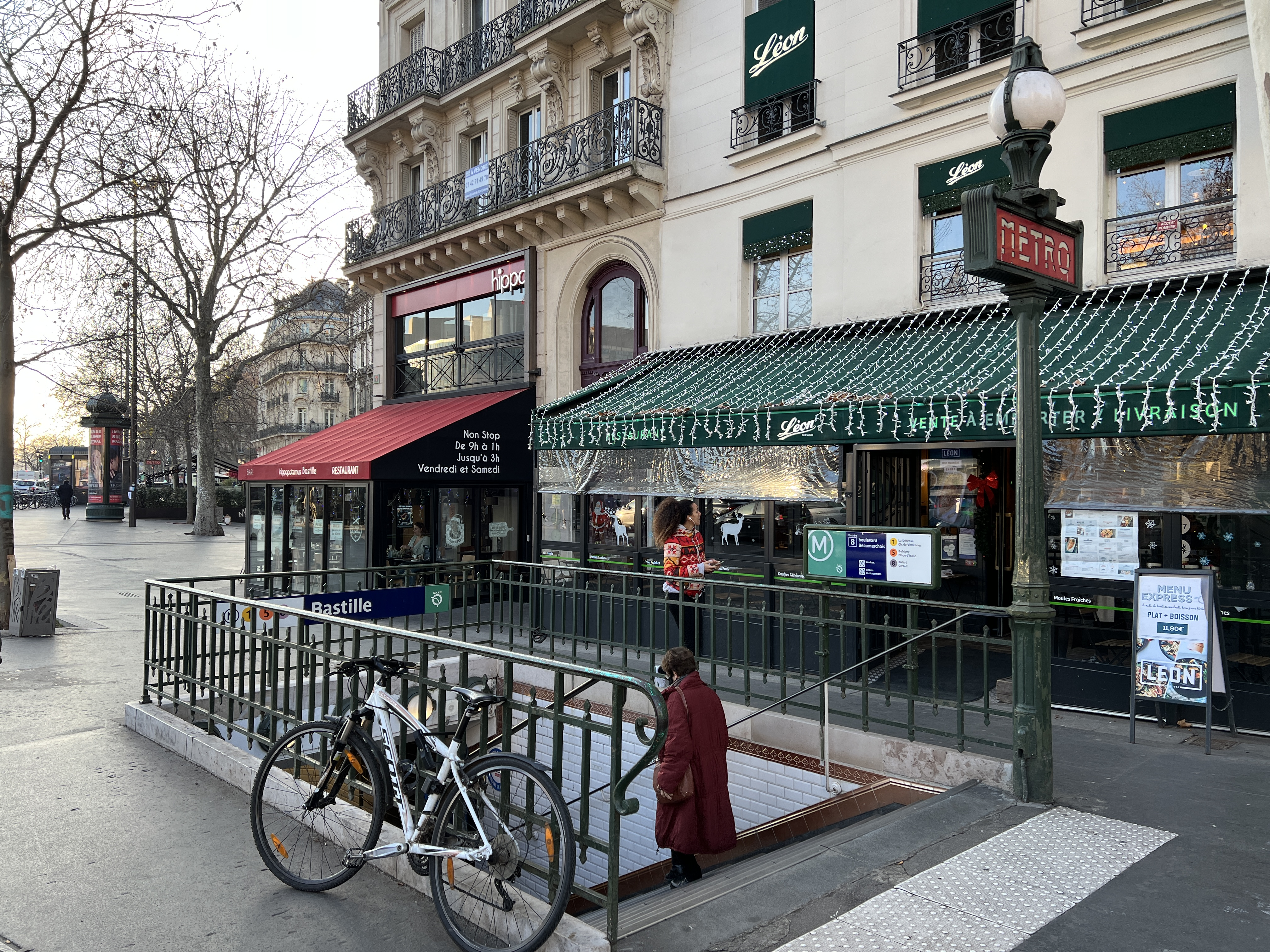
L'accès no 8 « Boulevard Beaumarchais ».
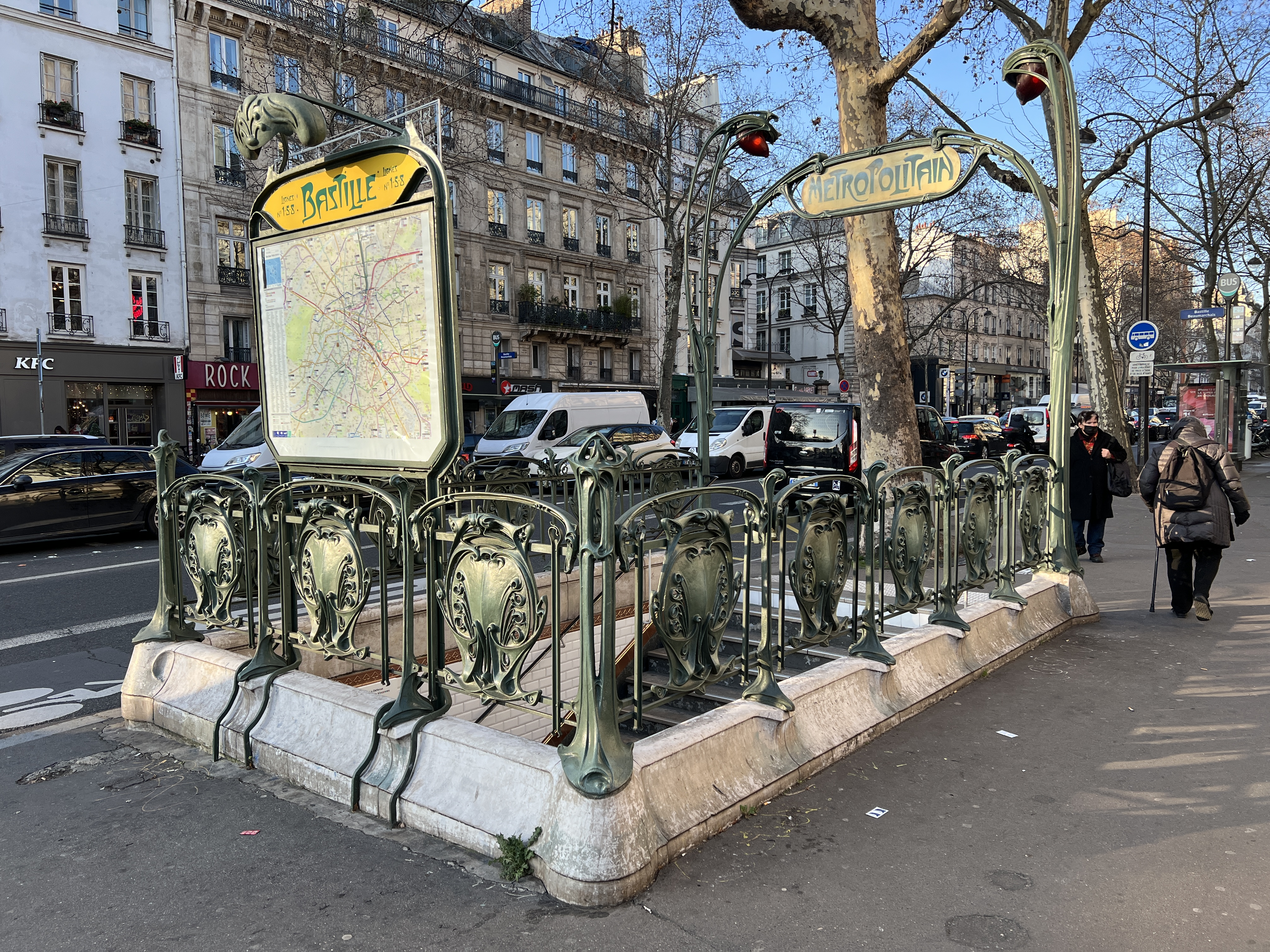
L'accès no 9 « Boulevard Richard Lenoir ».

### Quais
Les quais des trois lignes sont de configuration standard : au nombre de deux par point d'arrêt, ils sont séparés par les voies du métro situées au centre. Le tunnel de la ligne 1 est semi-aérien tandis que celui de la ligne 8 est le plus profond.

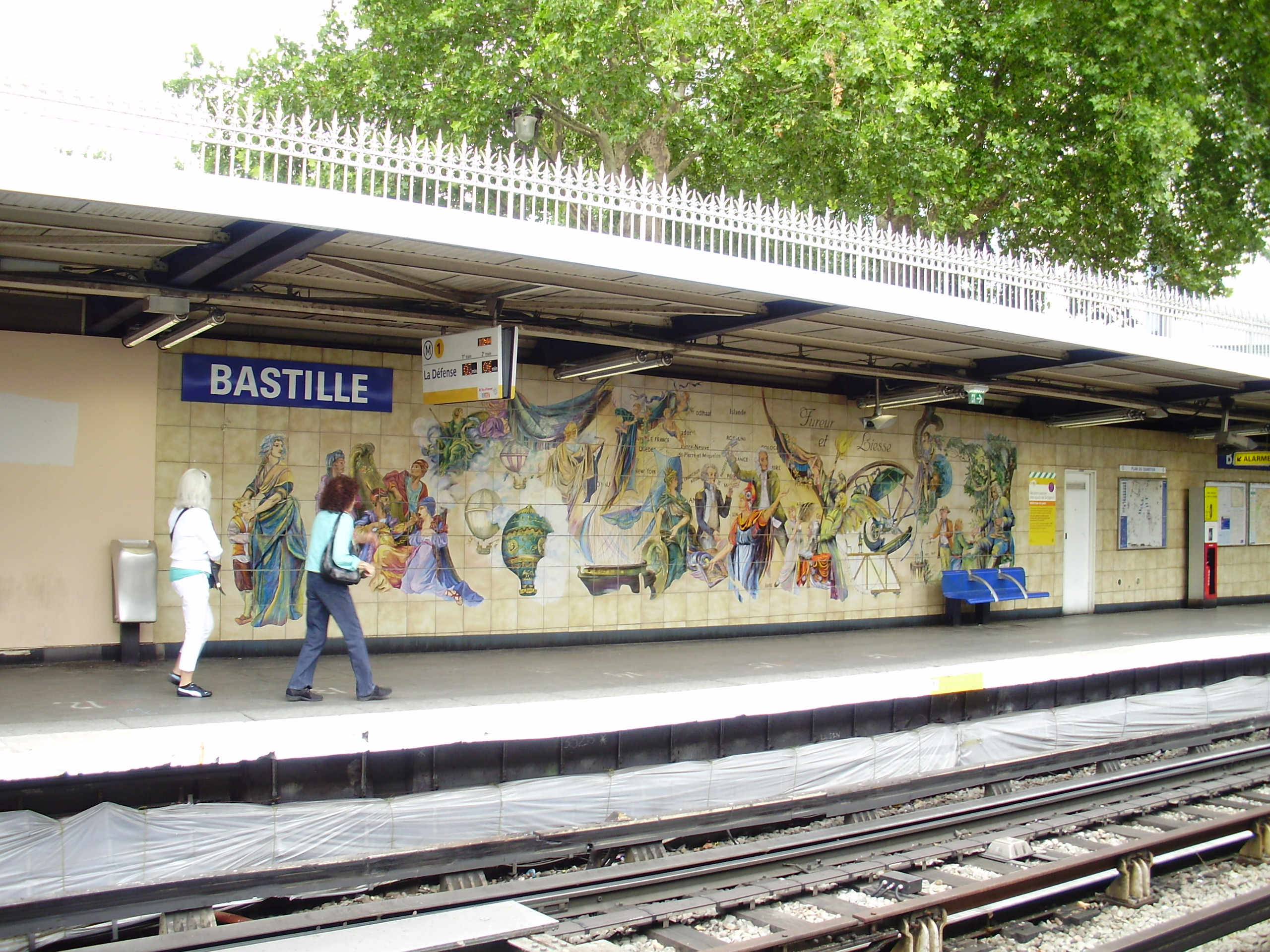
Fresque historique sur la ligne 1.
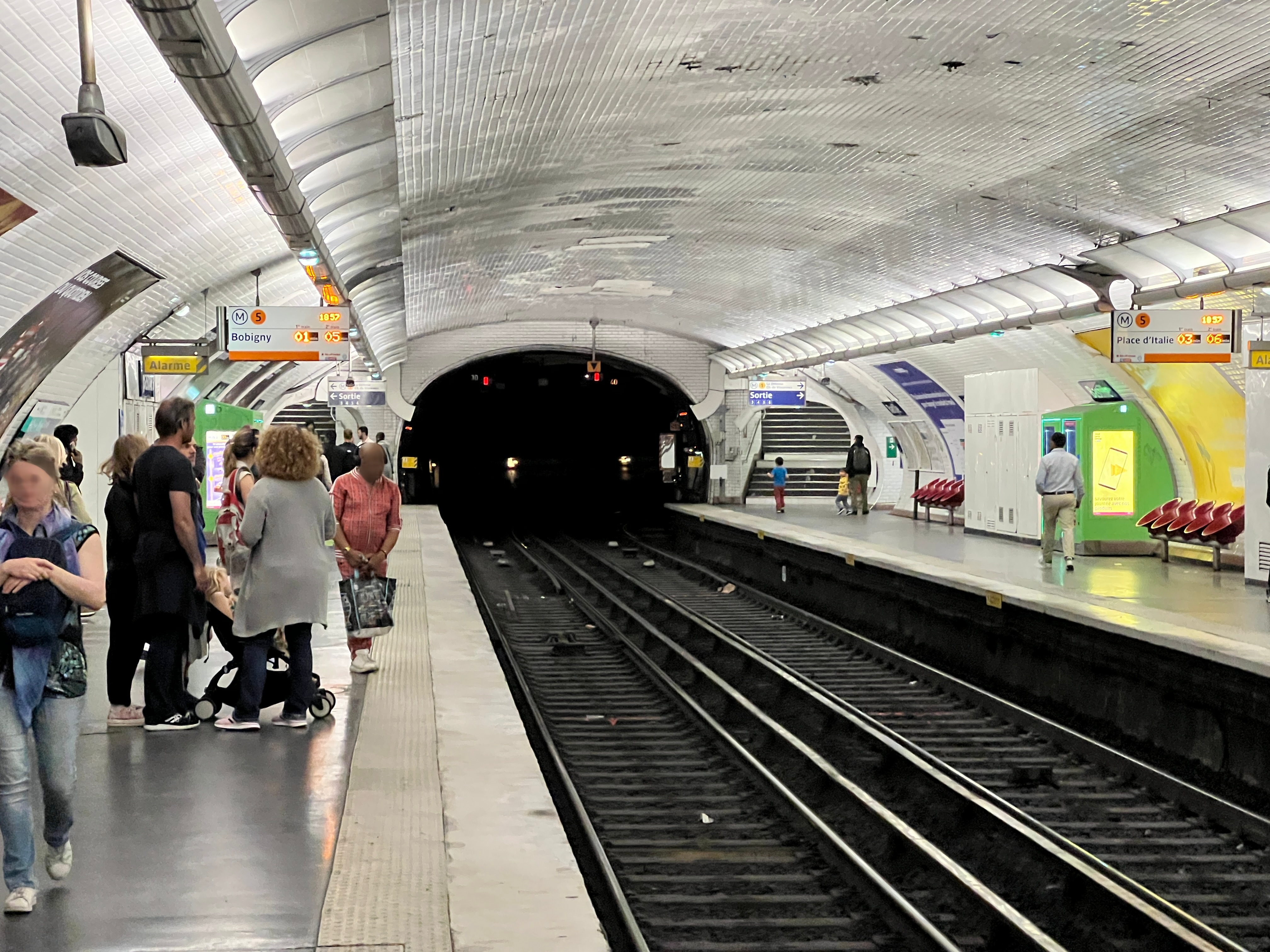
Quais de la ligne 5.
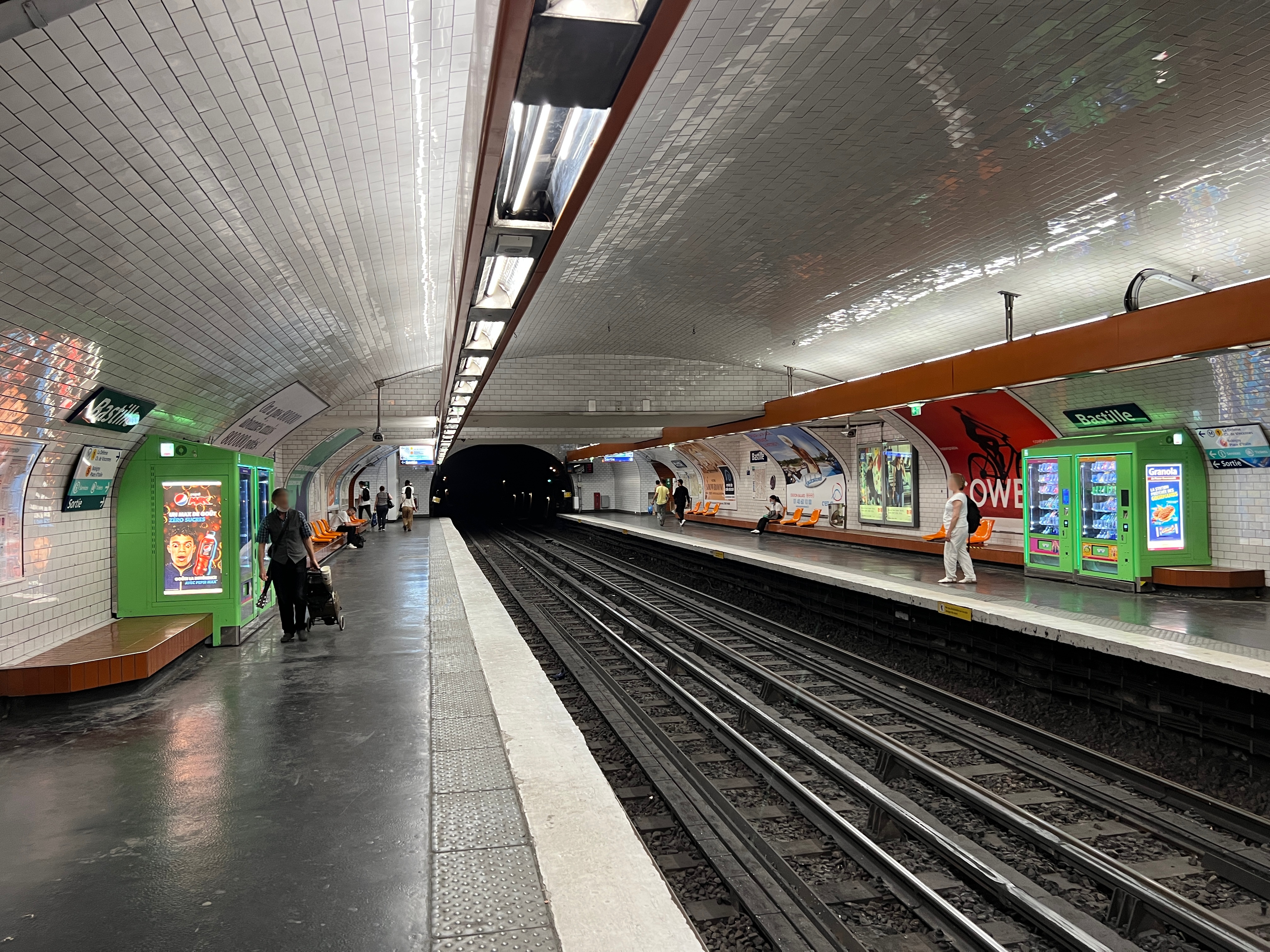
Quais de la ligne 8.

Les quais de la ligne 1 sont, eux, très particuliers à plus d'un titre : la station de cette ligne est établie sur une courbe et une contre-courbe très serrées, en partie souterraine et aérienne, cette dernière partie surplombant le canal Saint-Martin qui lui, à cet endroit, passe d'un souterrain à l'air libre. Enfin, les voies et quais sont en partie en pente. Le plafond de la partie souterraine, établie à fleur de sol, est lui aussi hétéroclite : il est d'abord constitué d'un tablier métallique, dont les poutres, de couleur argentée, sont supportées par des piédroits verticaux, puis par un tablier en béton réalisé dans les années 1960 lors de l'extension des quais. La décoration de ces piédroits et des tympans est « culturelle » en évoquant la Révolution française grâce à une céramique unique créée par Liliane Belembert et Odile Jacquot en mai 1989. Une partie de cette fresque a été remplacée par un affichage en plastique sur l'automatisation de la ligne à l'occasion de cette opération (quai direction La Défense). La partie aérienne du quai en direction de Château de Vincennes possède des baies vitrées offrant une vue sur le canal Saint-Martin s'ouvrant sur le port de l'Arsenal. Le nom de la station est inscrit en police de caractères Parisine sur plaques émaillées. Les quais, équipés de portes palières, sont dépourvus de publicités et de sièges.
Les quais de la ligne 5 sont souterrains et possèdent une voûte elliptique. La décoration est du style utilisé pour la majorité des stations du métro : les bandeaux d'éclairage sont blancs et arrondis dans le style « Gaudin » de l'opération Espace Métro 2000, et les carreaux en céramique blancs biseautés recouvrent les piédroits, la voûte et les tympans. Les cadres publicitaires sont en céramiques blanches et le nom de la station est écrit en police de caractère Parisine sur plaques émaillées. Les sièges, de style « Akiko », sont de couleur bordeaux. Des fondations d'un des murs de contrescarpe de l'ancienne prison de la Bastille, sont visibles sur le quai en direction de Bobigny - Pablo Picasso. Des lignes métalliques tracées au sol marquent les contours de l'édifice sur les deux quais. La station expose également diverses vues de l'ancienne forteresse.
Les quais de la ligne 8 sont en courbe et également souterrains sous une voûte elliptique. Ils sont aménagés dans le style « Andreu-Motte » avec deux rampes lumineuses oranges, des banquettes et débouchés des couloirs traités en carrelage plat marron et des sièges « Motte » orange. Ces aménagements sont mariés avec les carreaux en céramique blancs plats qui recouvrent les piédroits, la voûte et les tympans, faisant de cette station l'une des rares à posséder le style « Andreu-Motte » encore préservé. Les cadres publicitaires sont métalliques et le nom de la station est en police de caractère Parisine sur plaques émaillées. La station se distingue cependant par la partie basse de ses piédroits qui est verticale et non elliptique.

### Intermodalité
La station est desservie par les lignes 29, 69, 76, 86, 87 et 91 du réseau de bus RATP. La nuit, elle est desservie par les lignes N01, N02, N11 et N16 du réseau de bus Noctilien.

## À proximité
- Opéra Bastille, édifié sur l'emplacement de l'ancienne gare de la Bastille[6]
- Place de la Bastille
- Port de l'Arsenal
- Coulée verte René-Dumont
- Colonne de Juillet
- Un vestige de la Bastille est intégré au mur de la station de la ligne 5.
- Fresque de la prise de la Bastille
- Plaque matérialisant la localisation de l'ancienne tour de la Liberté de la Bastille, dans le tunnel de la ligne 1 avant l'arrivée en station depuis Saint-Paul.
- Cinéma Majestic Bastille

## Galerie de photographies

Entrées de la station
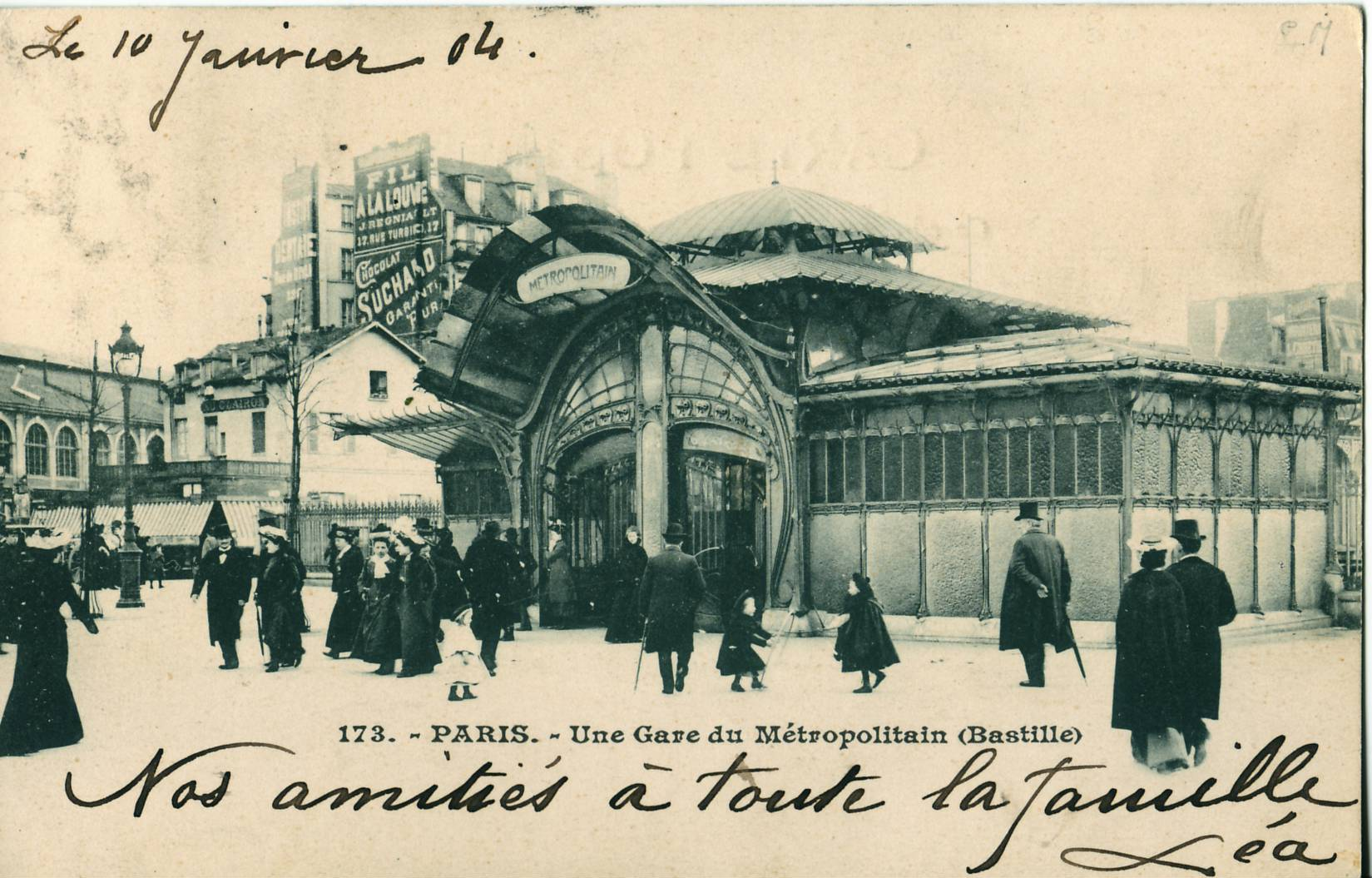
L'édicule Guimard de la station Bastille, au début du XXe siècle.
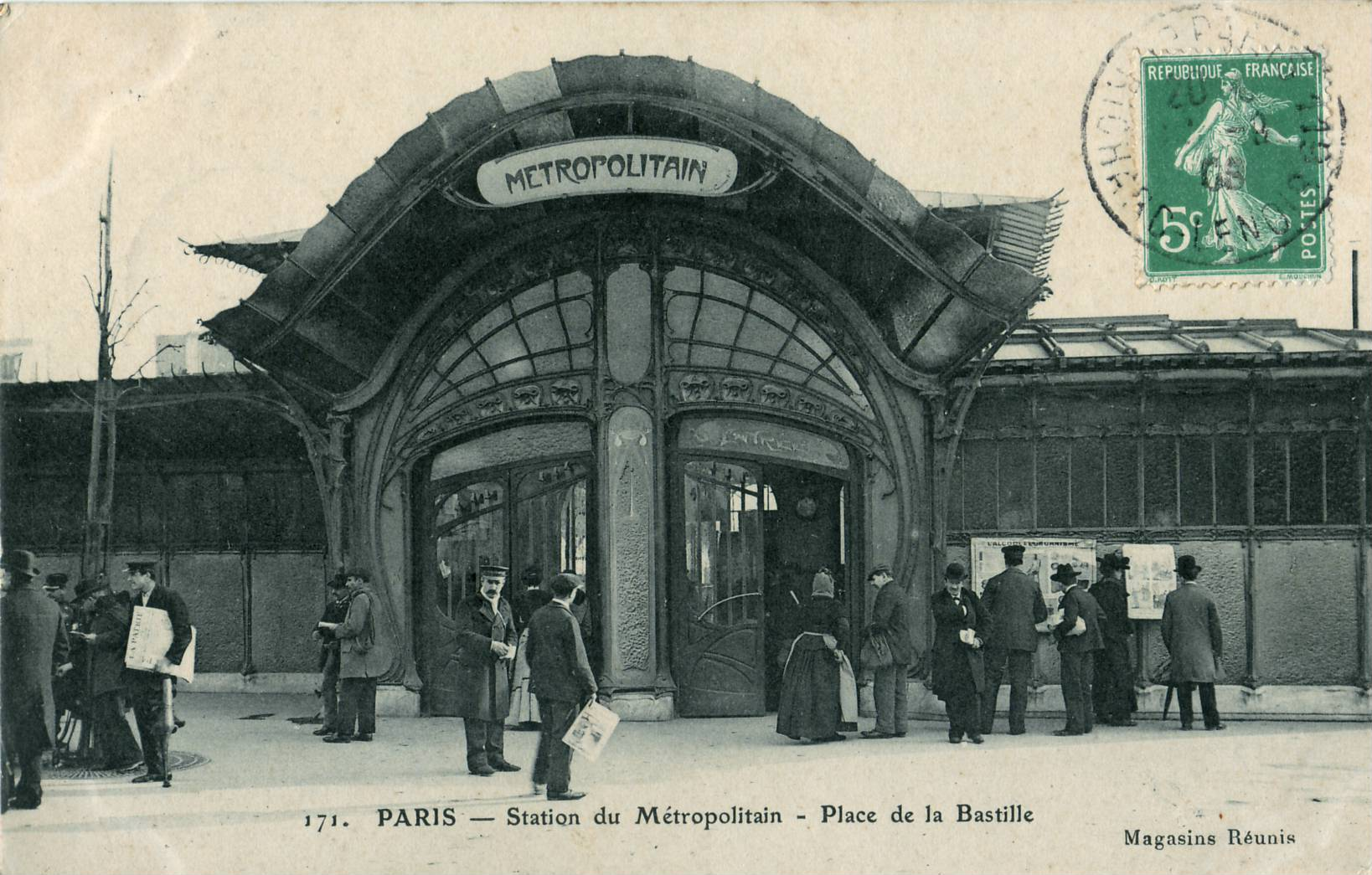
Gros plan sur l'édicule Guimard.
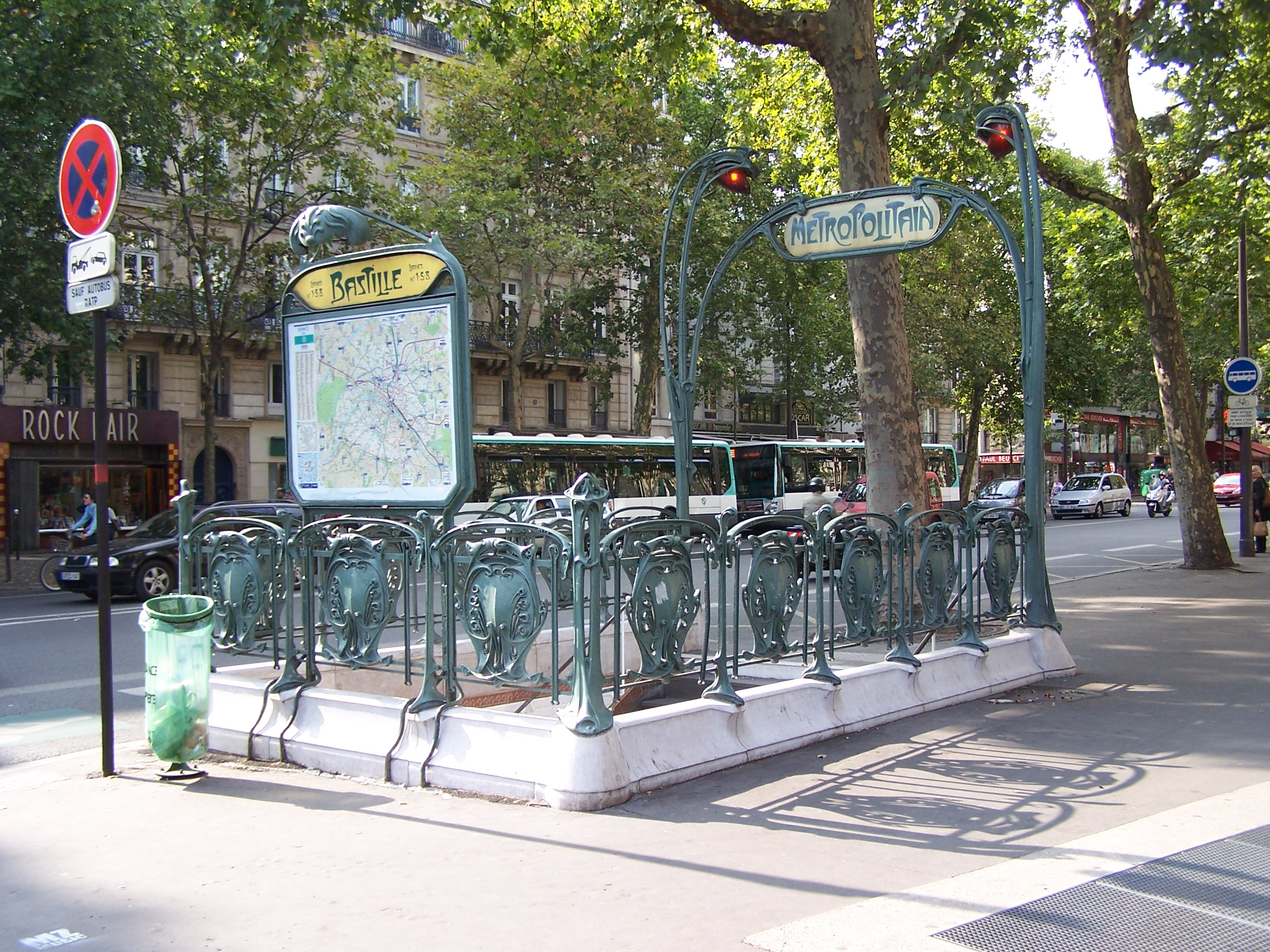
Édicule Guimard sur le boulevard Beaumarchais.
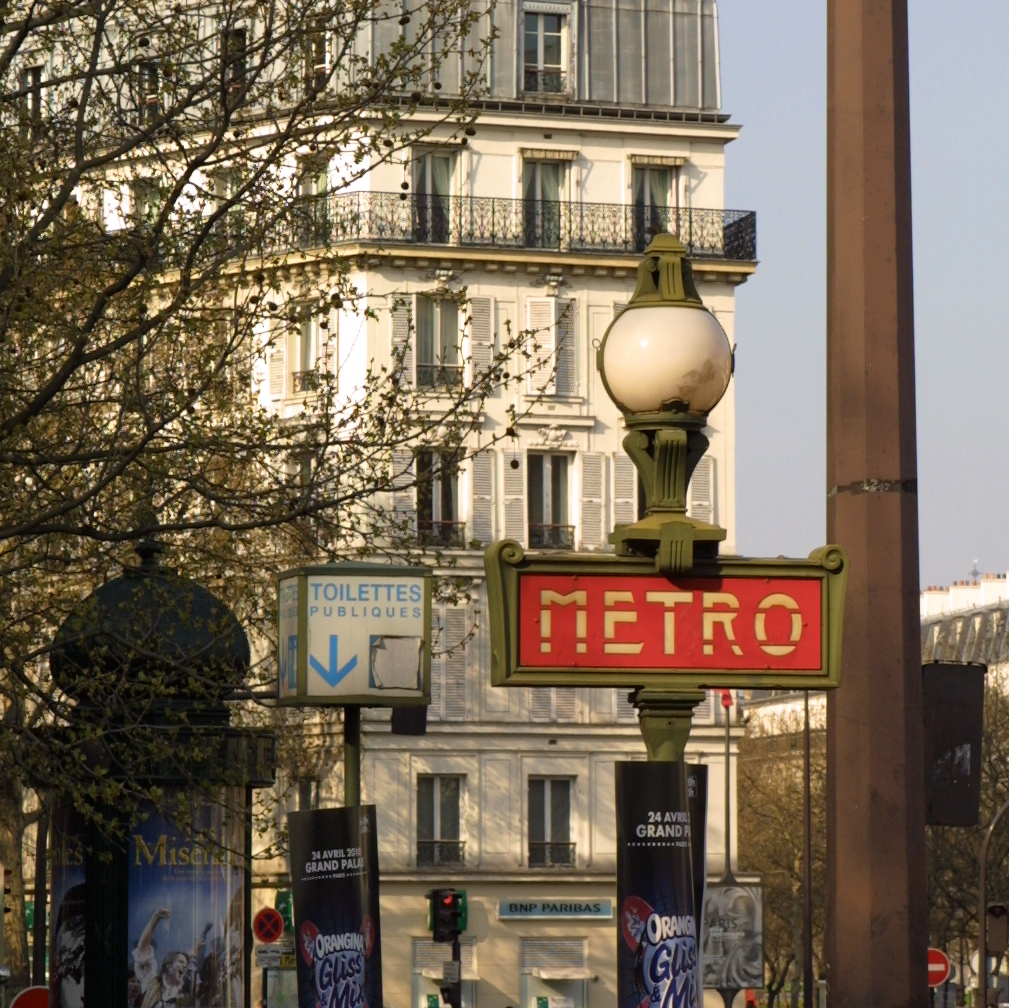
Une autre entrée de la station de métro Bastille.

Ligne 1
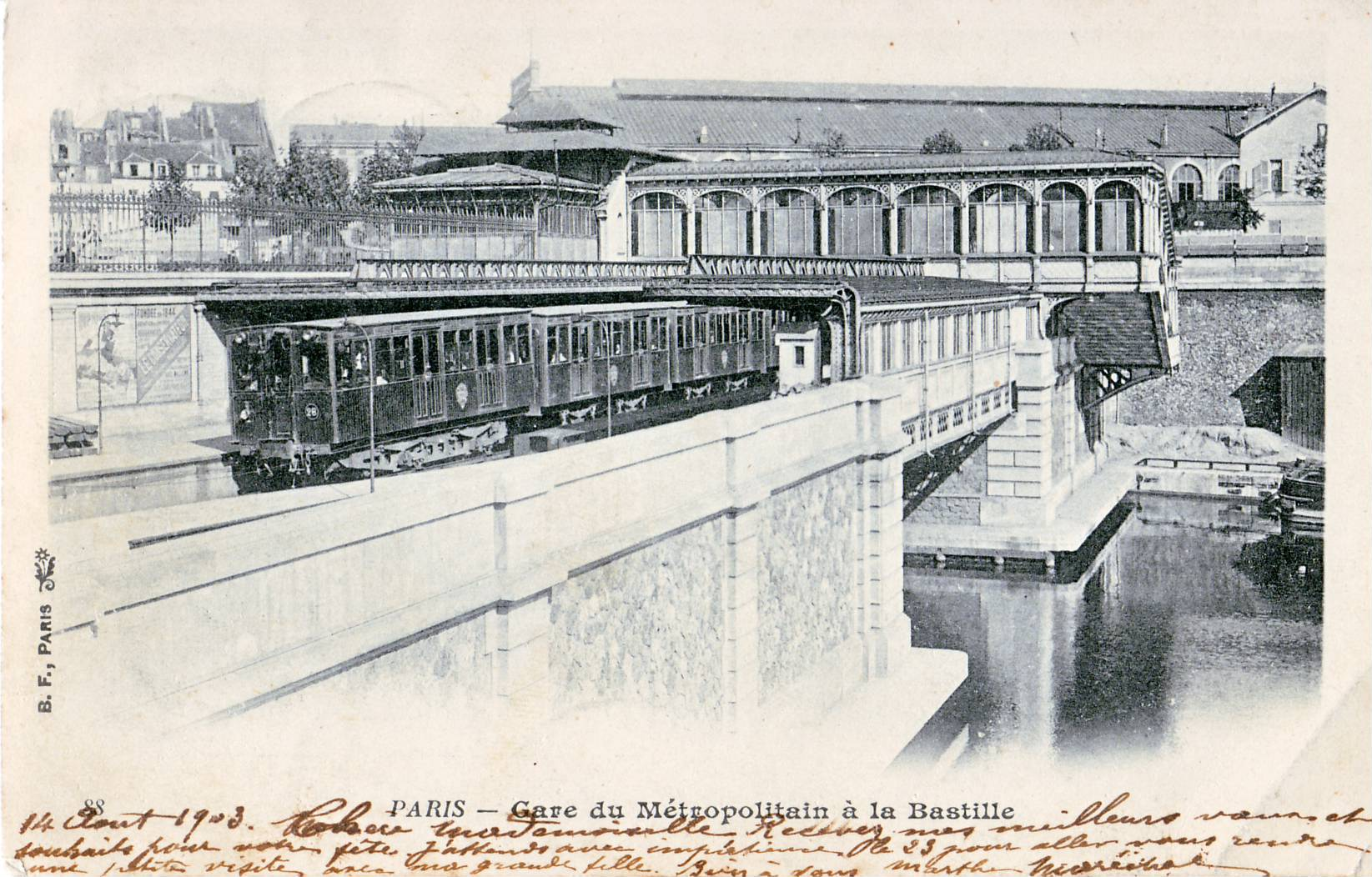
Station de la ligne 1, en 1903, à l'extrémité du canal Saint-Martin. Au fond : toiture de l'ancienne gare de la Bastille.
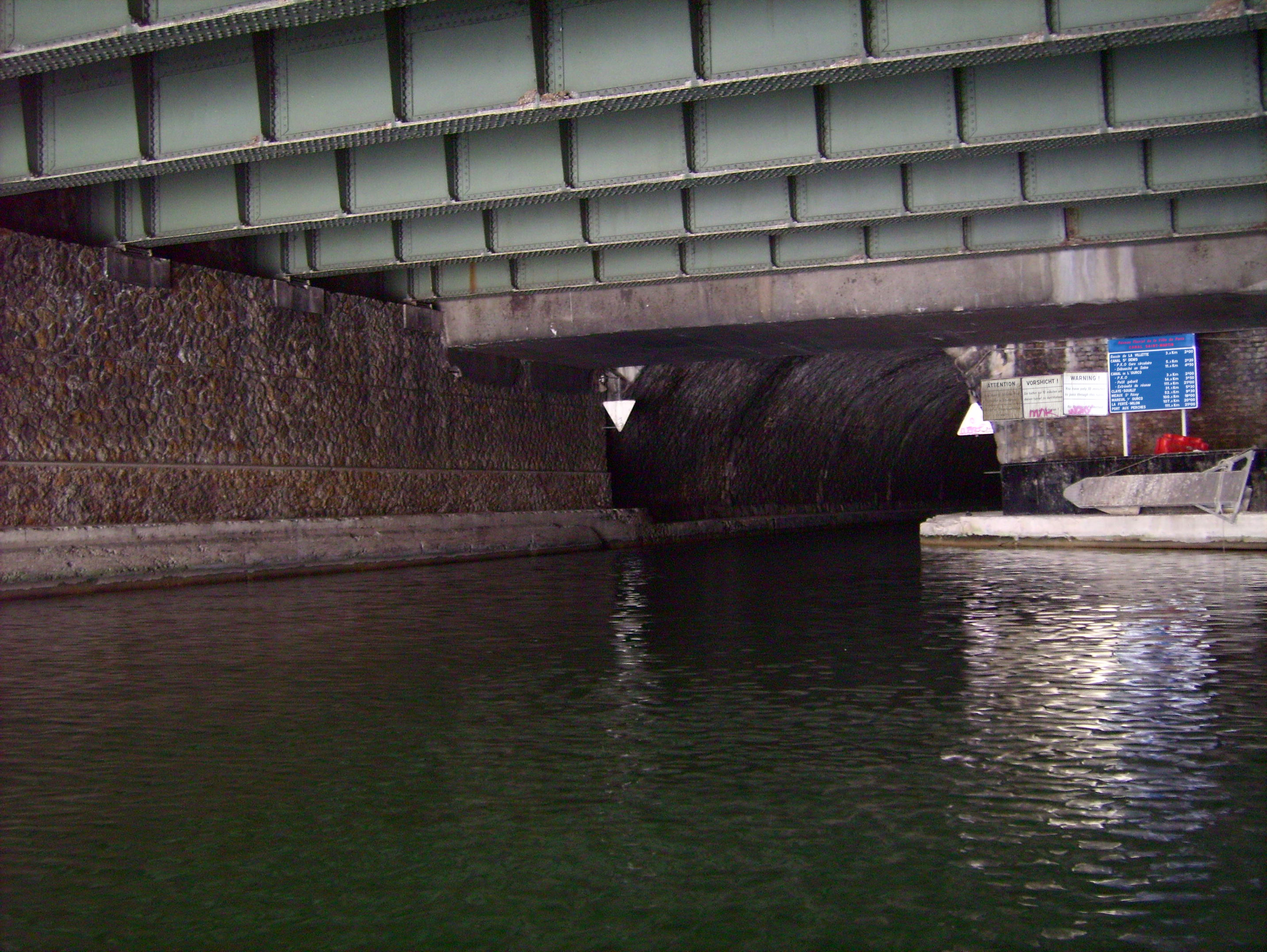
Au premier plan, la structure métallique des quais de la ligne 1 situés au-dessus du canal Saint-Martin.
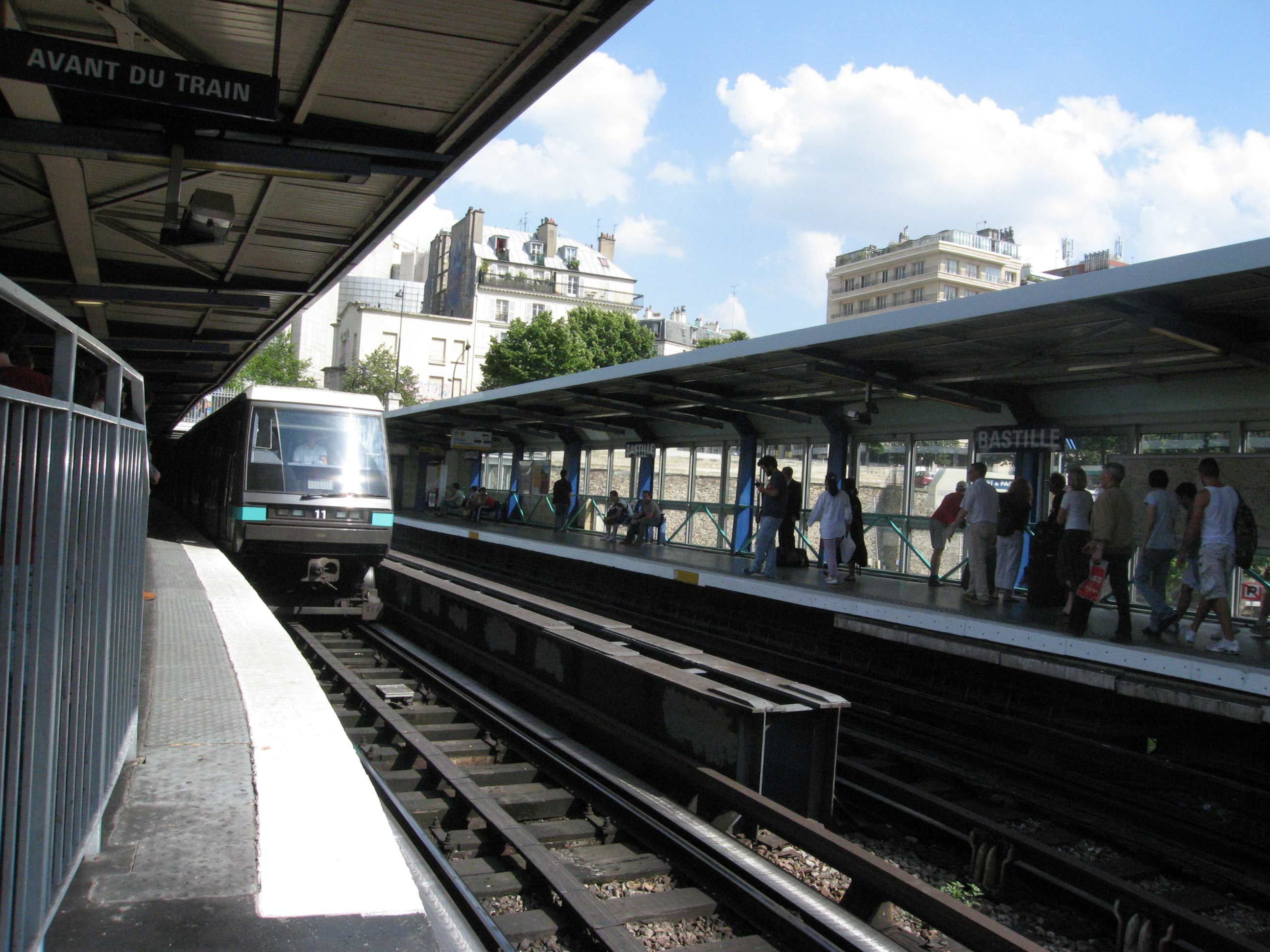
Une rame MP 89 à la station Bastille de la ligne 1, en 2006.
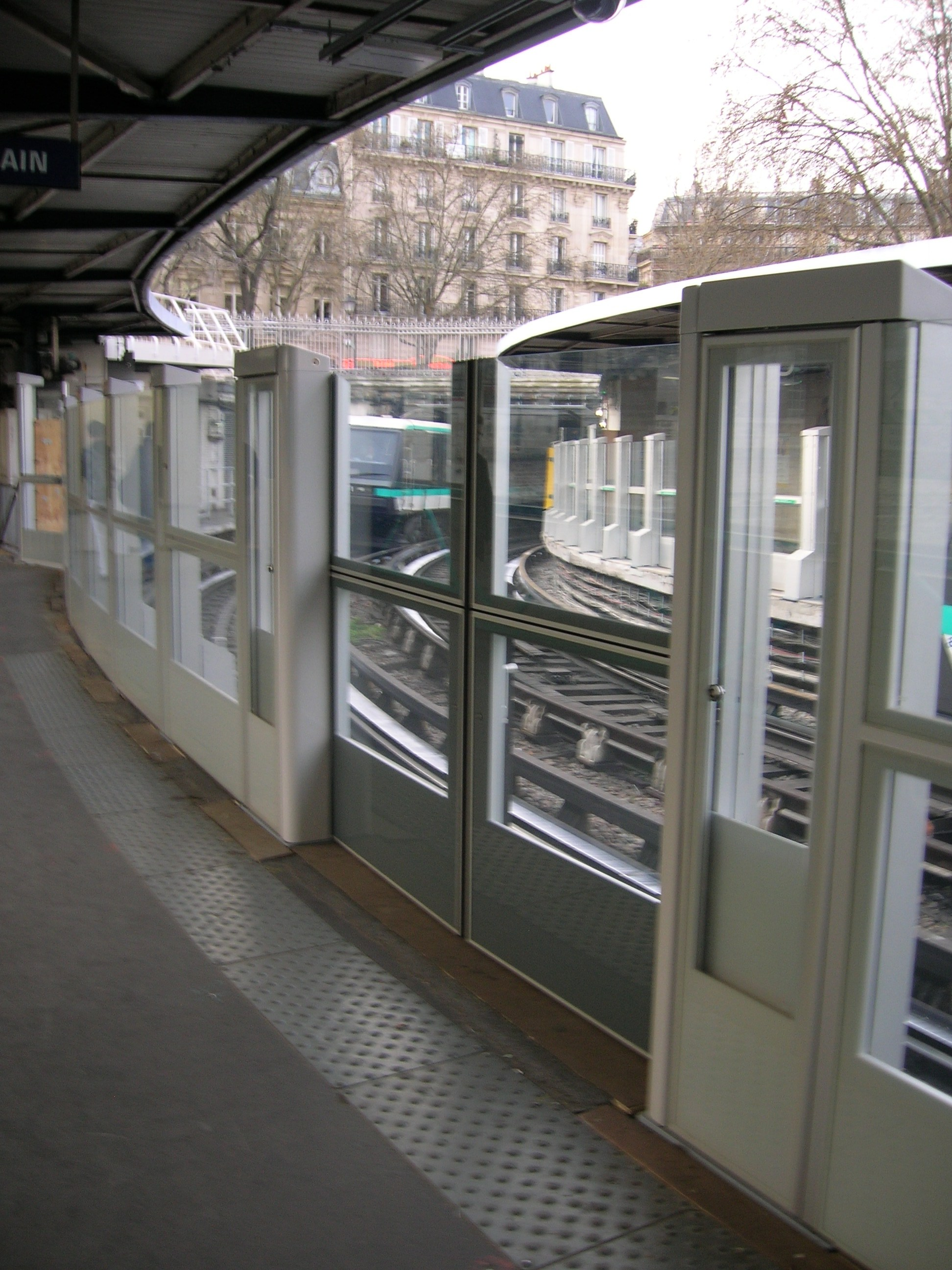
Début de la pose des portes palières sur la ligne 1, fin mars 2011.

Lignes 5 et 8
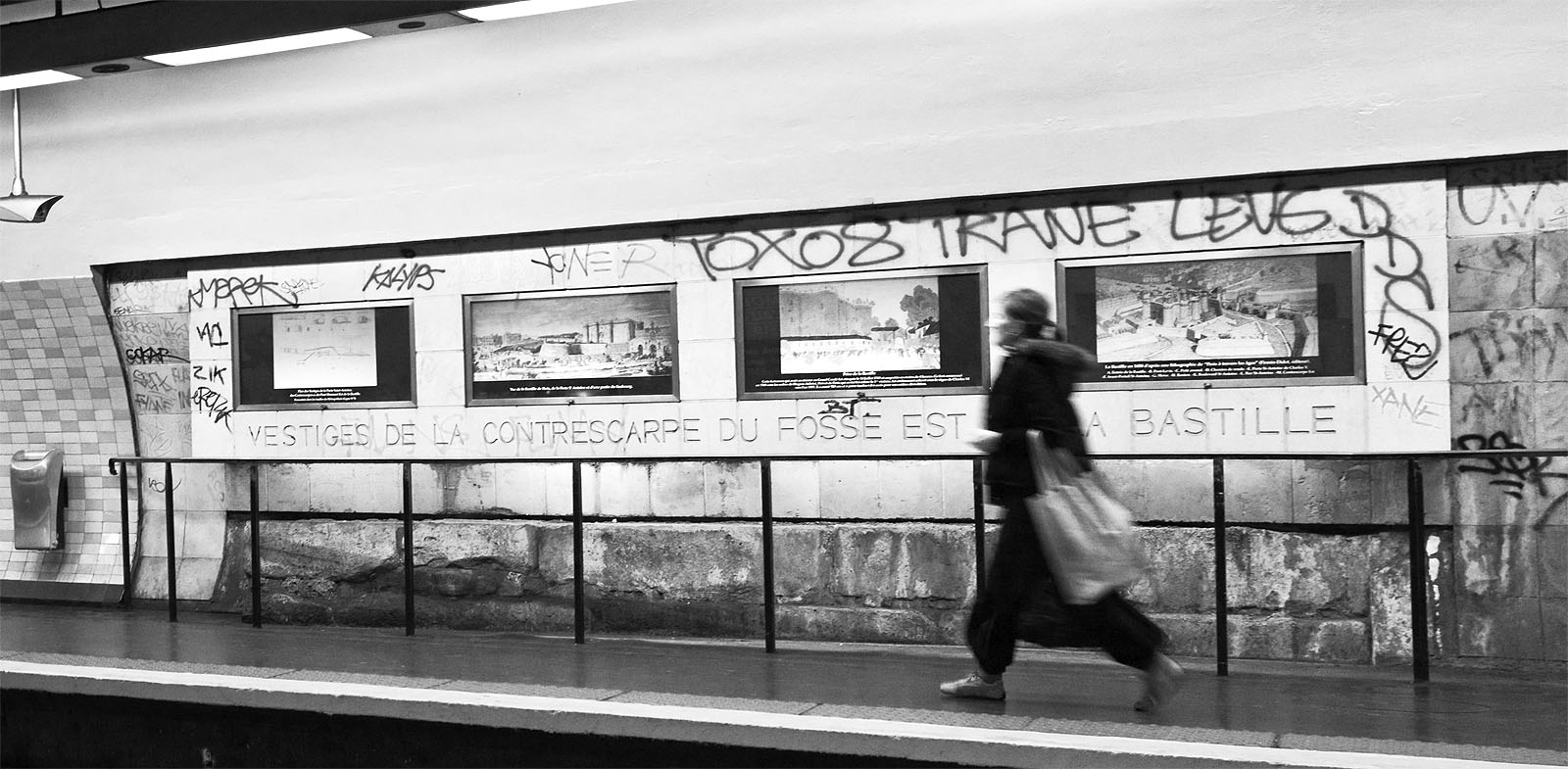
Vestiges de la contrescarpe du fossé est de la Bastille avant la rénovation de la station, ligne 5.
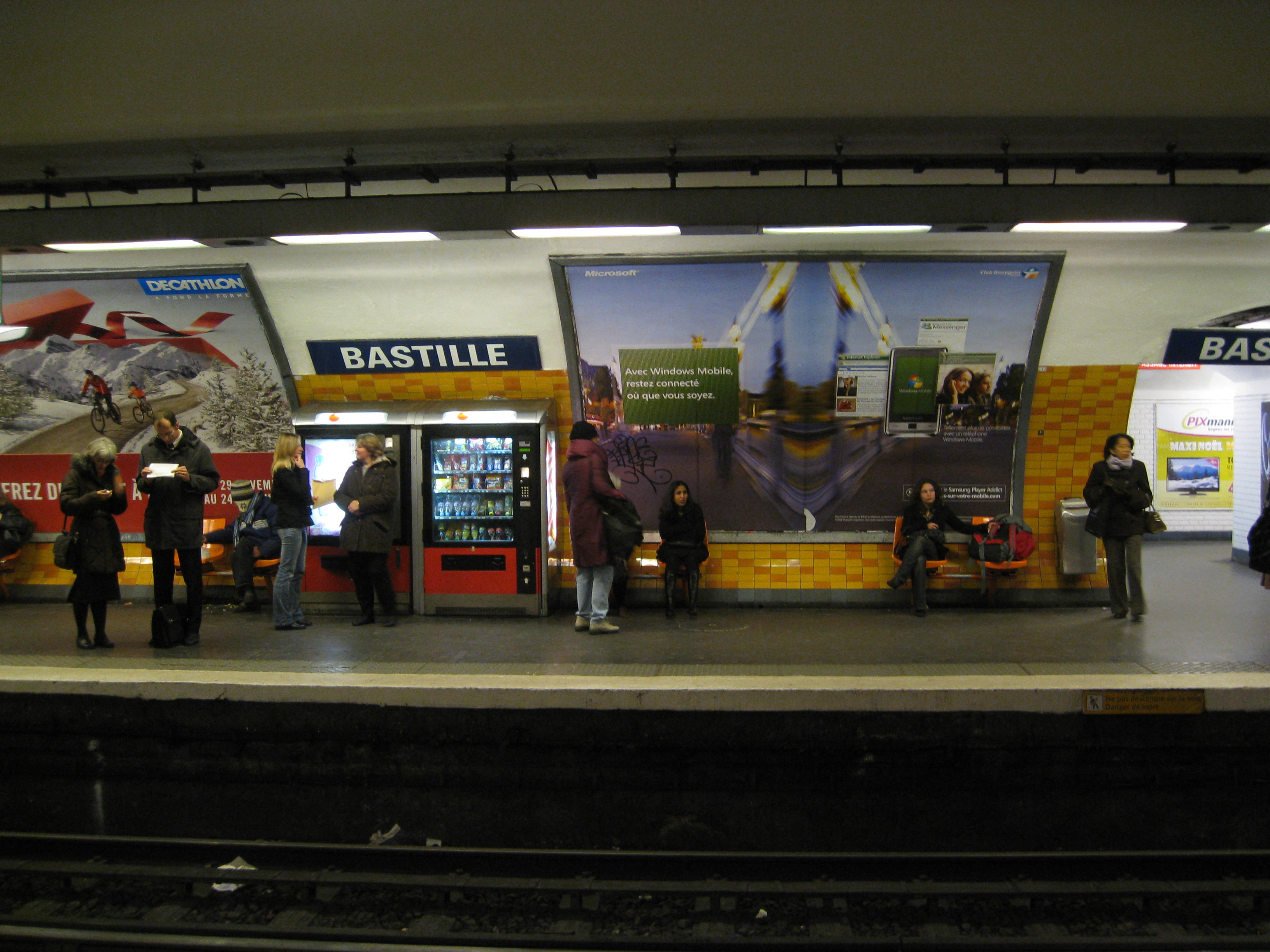
La station en style « Mouton » avant la rénovation, ligne 5.
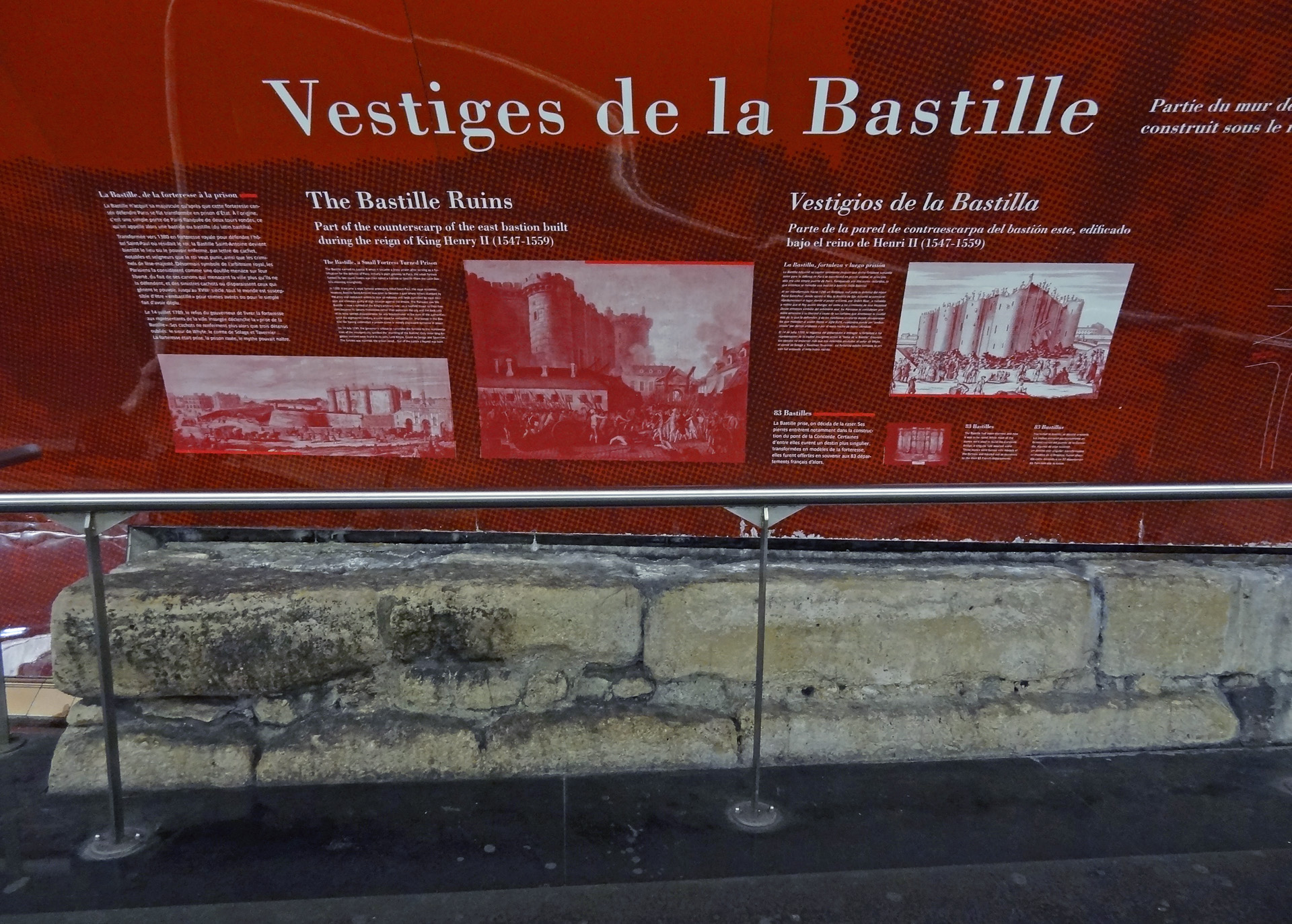
Vestiges de la Bastille après la rénovation de la station, ligne 5.
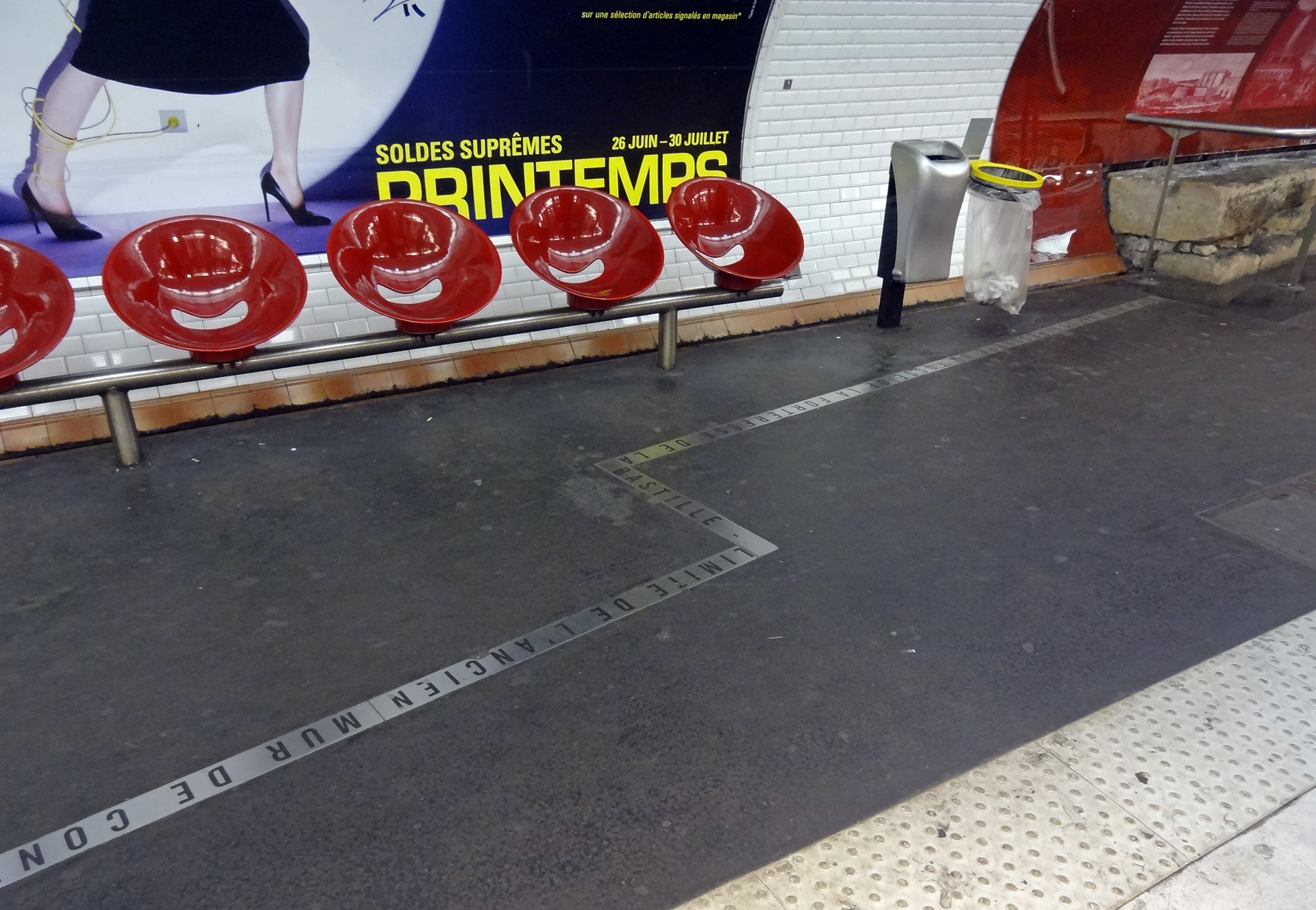
Limite de la Bastille, ligne 5.
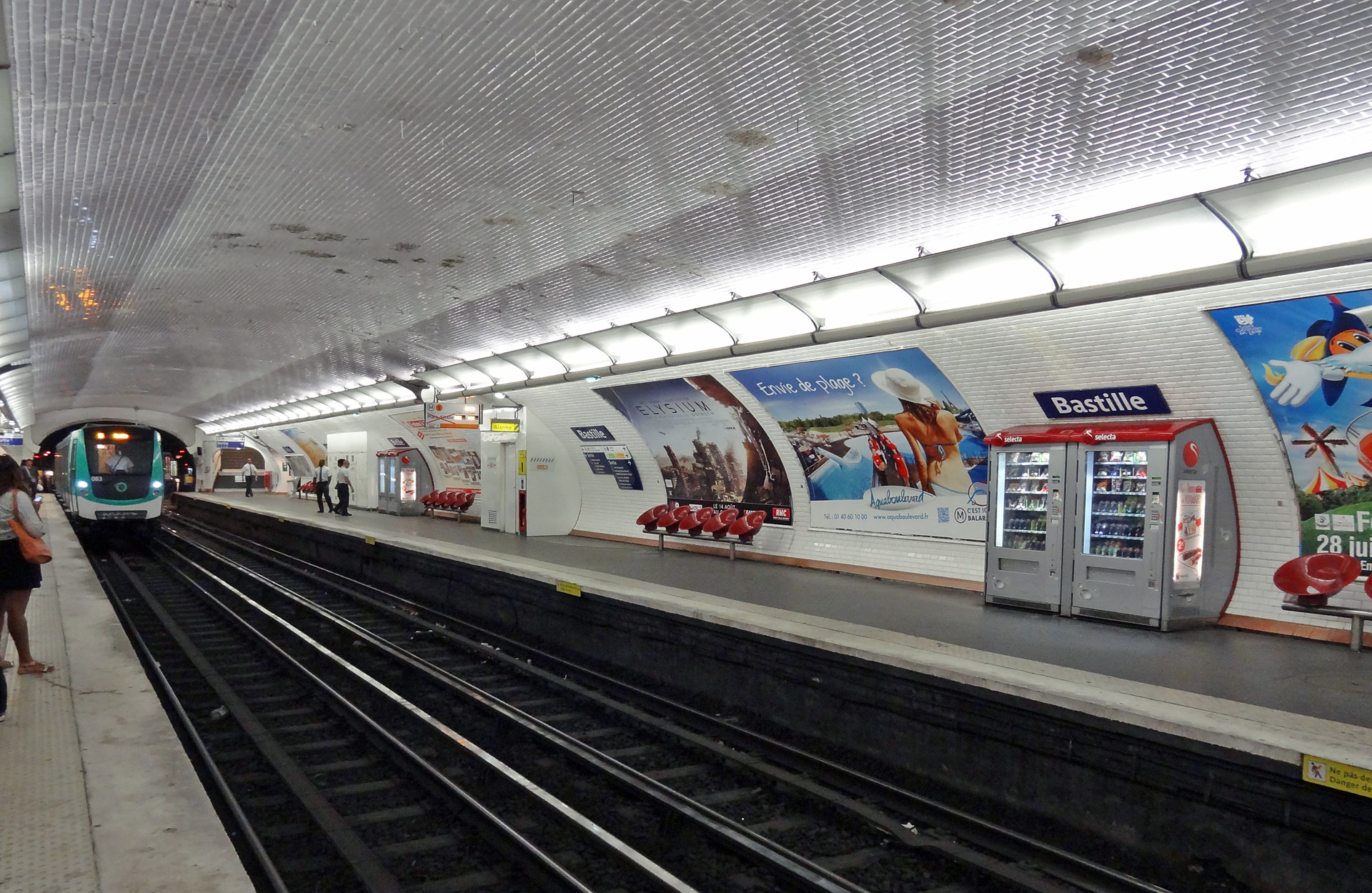
La station en style « Gaudin » après la rénovation, ligne 5.
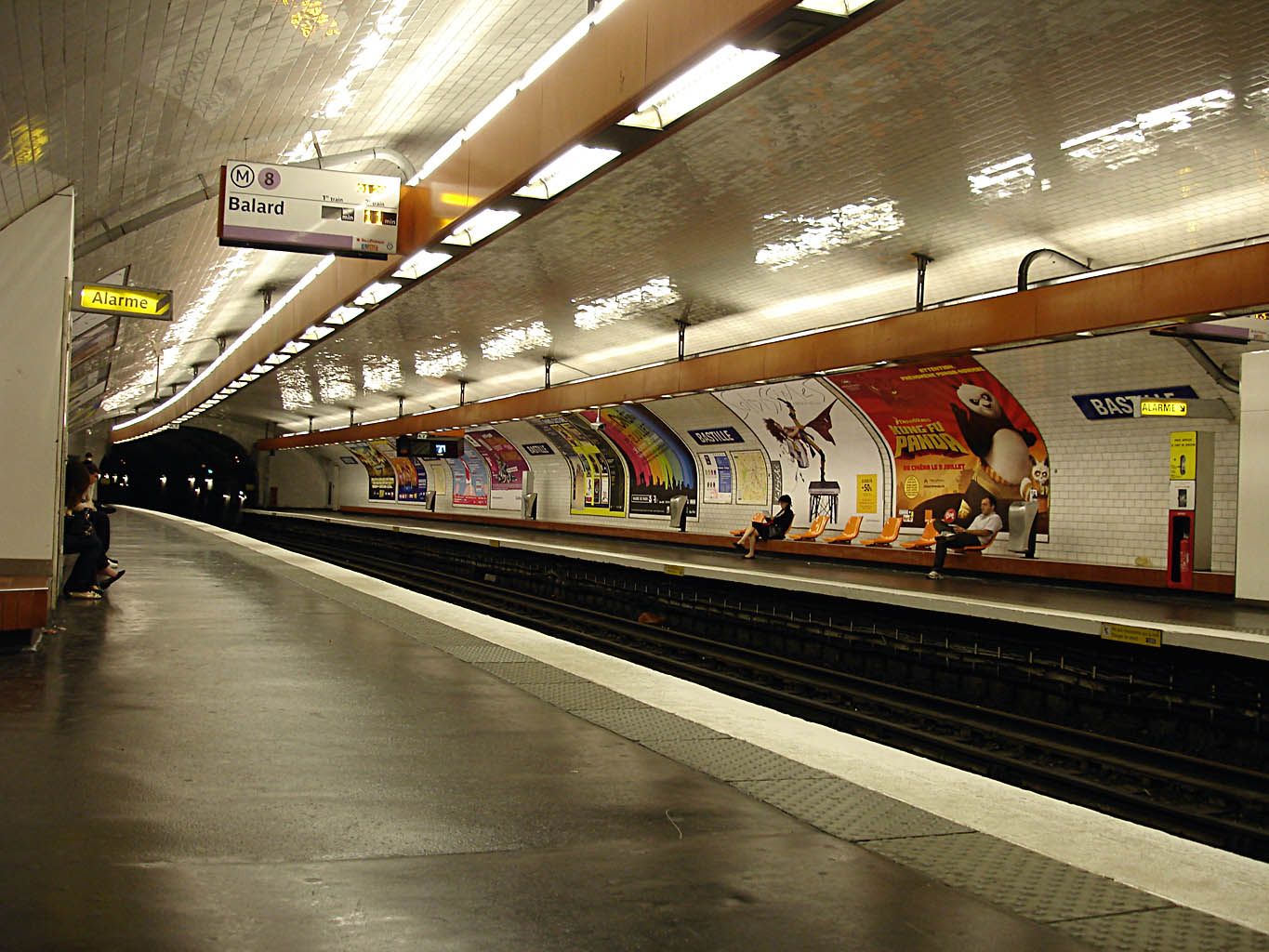
Les quais de la station, ligne 8.